# Necropoli reale della basilica di Saint-Denis
La necropoli reale di Saint-Denis accoglieva le tombe dei sovrani franchi e francesi, da Dagoberto I a Luigi XVIII. Questa necropoli, oggi profondamente mutata rispetto al passato, si trova nella basilica di Saint-Denis.
La necropoli reale di Saint-Denis venne stabilita all'epoca dello stesso Dagoberto I con conseguenza che tutti i suoi successori vennero qui sepolti, ad eccezione di Filippo I, Luigi VII (traslato durante la Restaurazione francese) e Luigi XI. Col tempo la necropoli finì per accogliere non solo i sovrani e le loro consorti, ma anche membri della famiglia reale e grandi personaggi del regno di Francia, al punto che era un grande onore essere qui sepolti.
Durante la Rivoluzione francese gran parte delle tombe reali qui conservate vennero distrutte in modo da ricavare il bronzo dalle bare, oltre ad asportare metalli e preziosi in esse contenuti, mentre i corpi vennero perlopiù distrutti o interrati in fosse comuni. I monumenti funebri, alcuni autentici gioielli di scultura, vennero in molti casi recuperati perché trasportati al Museo dei monumenti francesi dal curatore museale e quindi salvati dalla furia distruttrice dei rivoltosi. Con la Restaurazione, re Luigi XVIII ripristinò faticosamente parte delle sepolture e diede ordine di riportare tutti i monumenti in precedenza asportati.
Quasi tutti i re di Francia effettivamente regnanti (Merovingi, Carolingi, Capetingi, Valois e Borbone-Francia) sono in seguito stati sepolti o ricordati a Saint-Denis, con l'eccezione di Carlo X (morto in esilio e seppellito al Monastero di Castagnevizza con gli eredi Luigi ed Enrico e consorti) e Luigi Filippo (nella Cappella Reale di Dreux, tomba di famiglia dei Borbone-Orléans).

## Personalità sepolte a Saint-Denis

### Re e regine di Francia sepolti a Saint-Denis

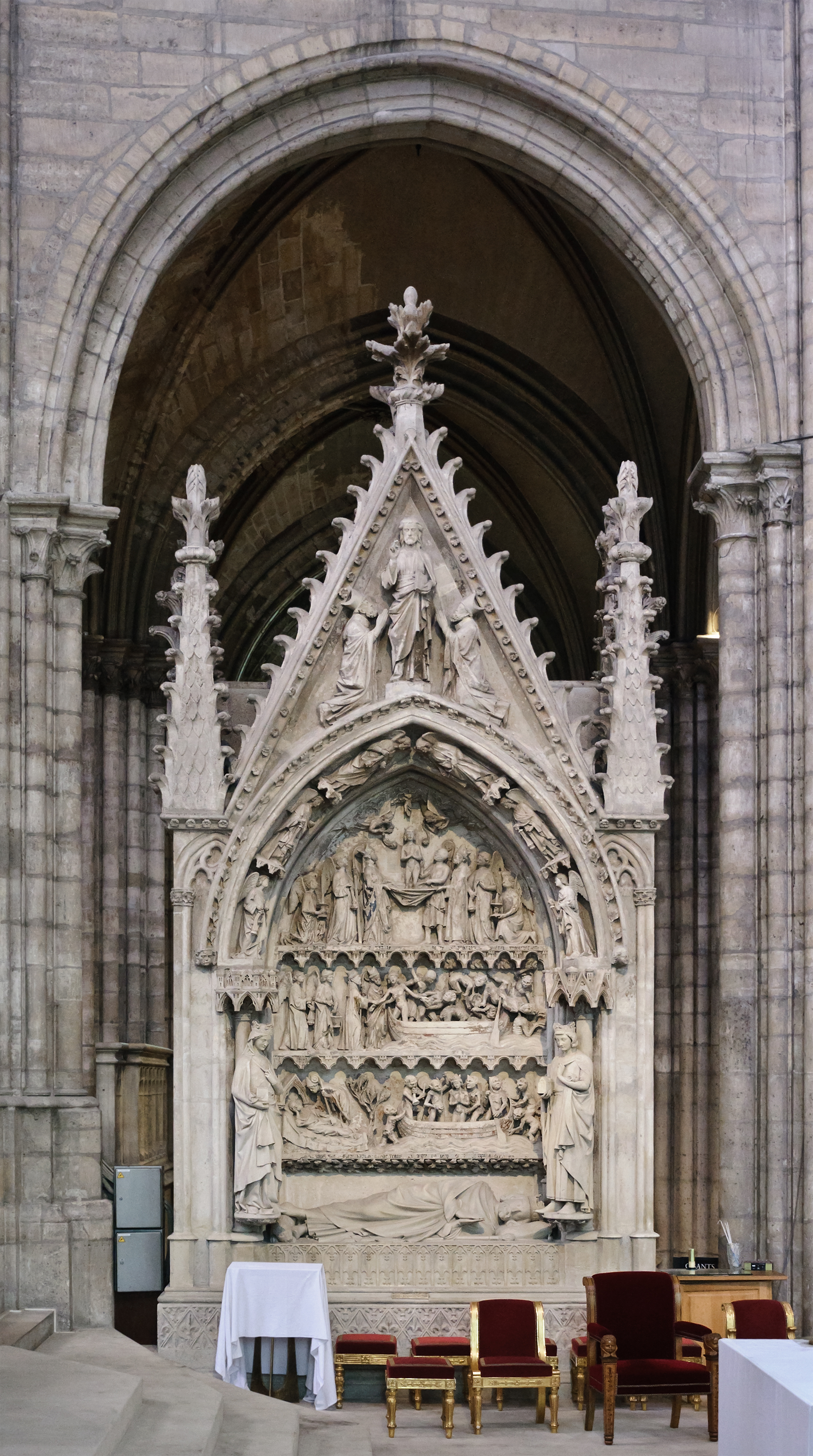
Tomba di Dagoberto I

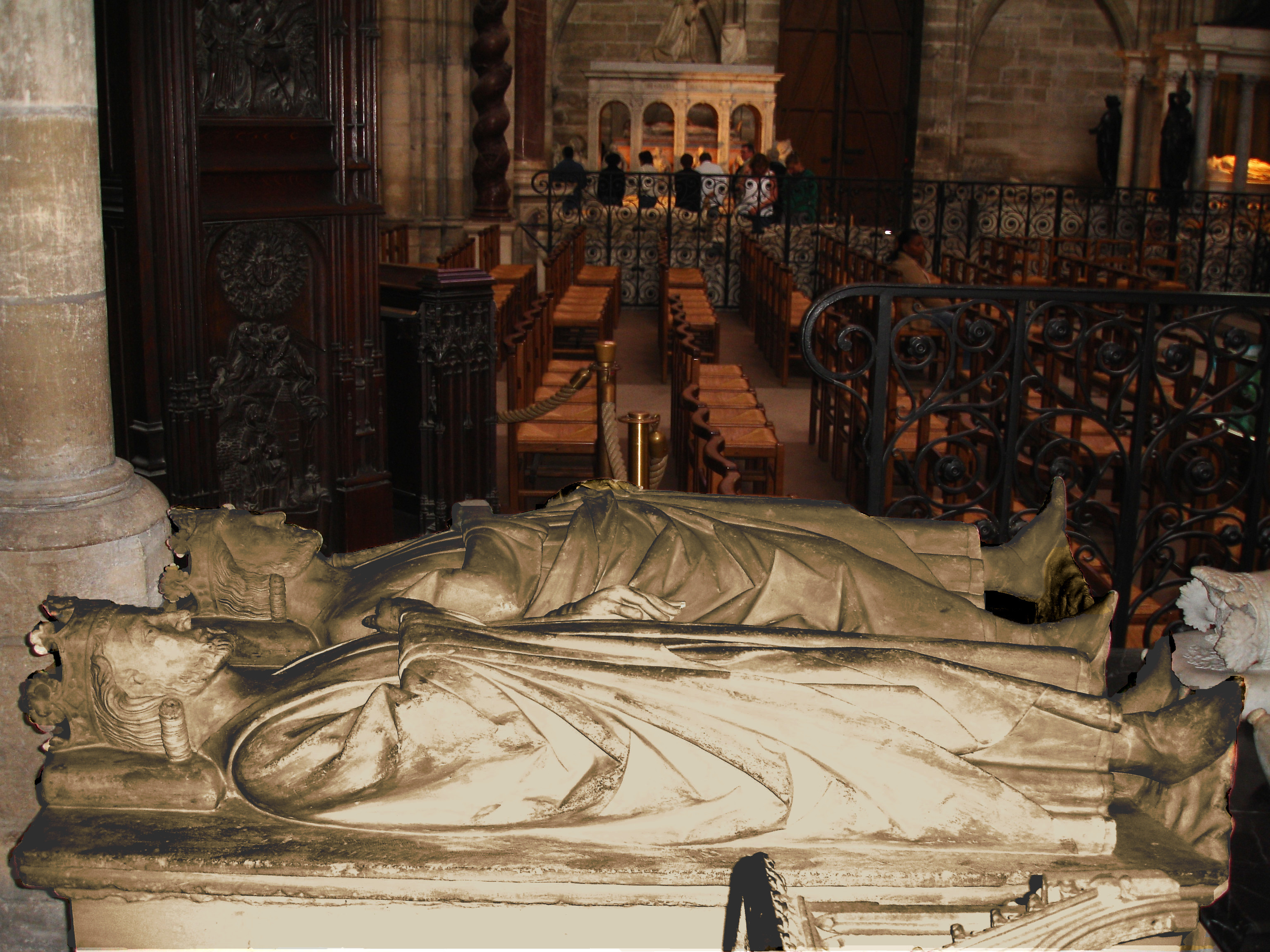
Tombe di Clodoveo II (in primo piano) e di Carlo Martello (in secondo piano)

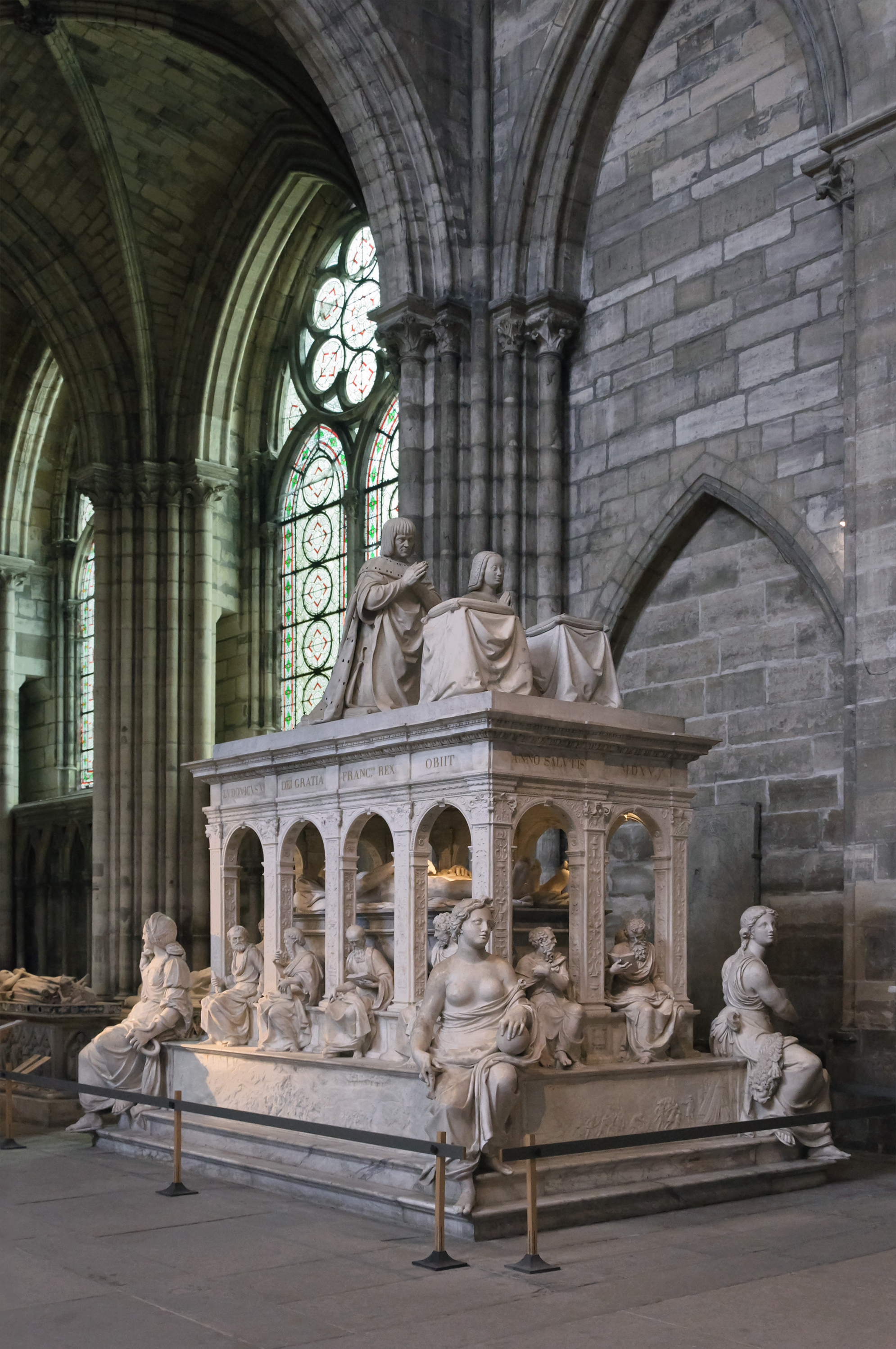
Tomba di Luigi XII e di Anna di Bretagna

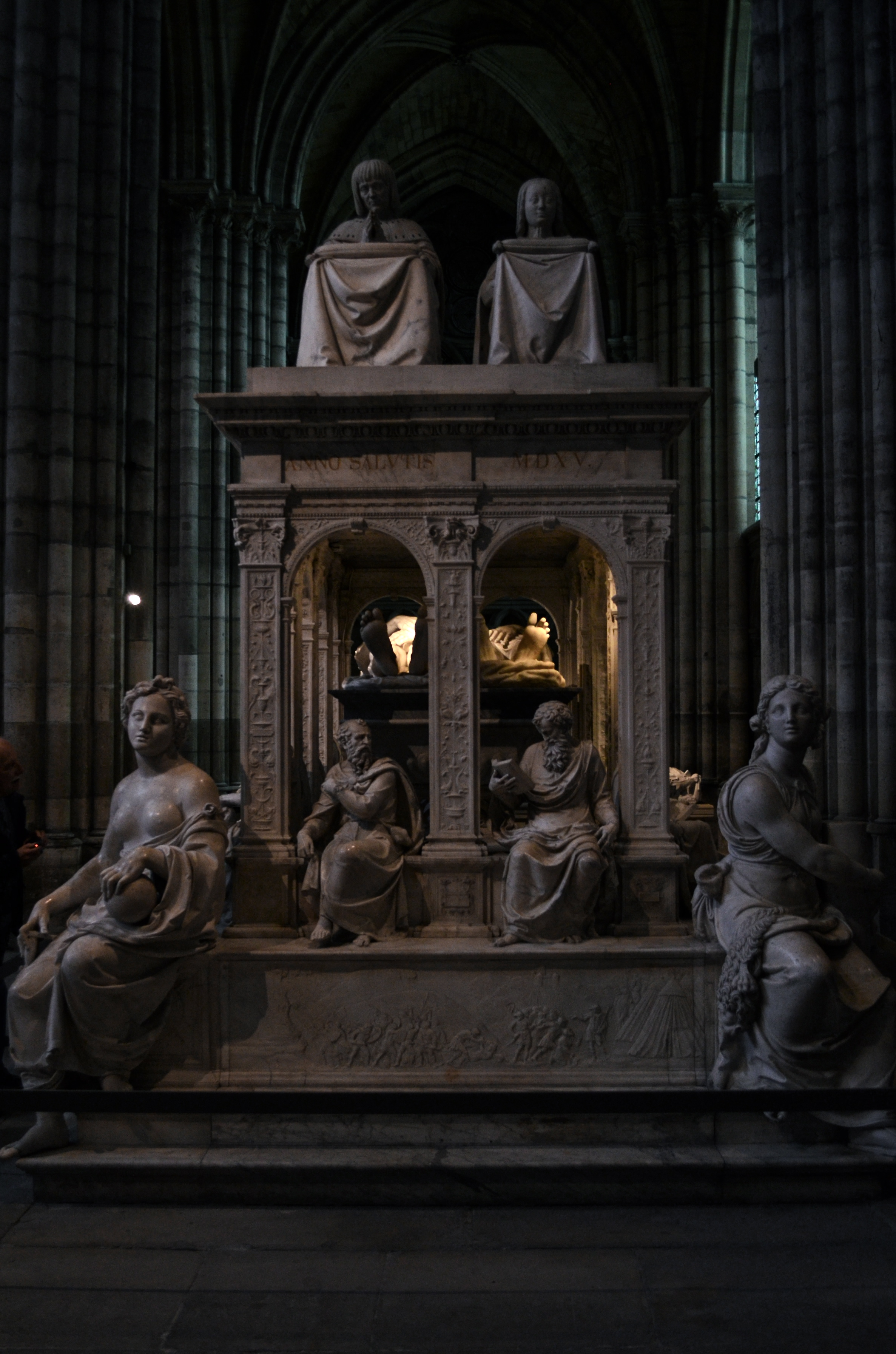
Tomba di Luigi XII e di Anna di Bretagna

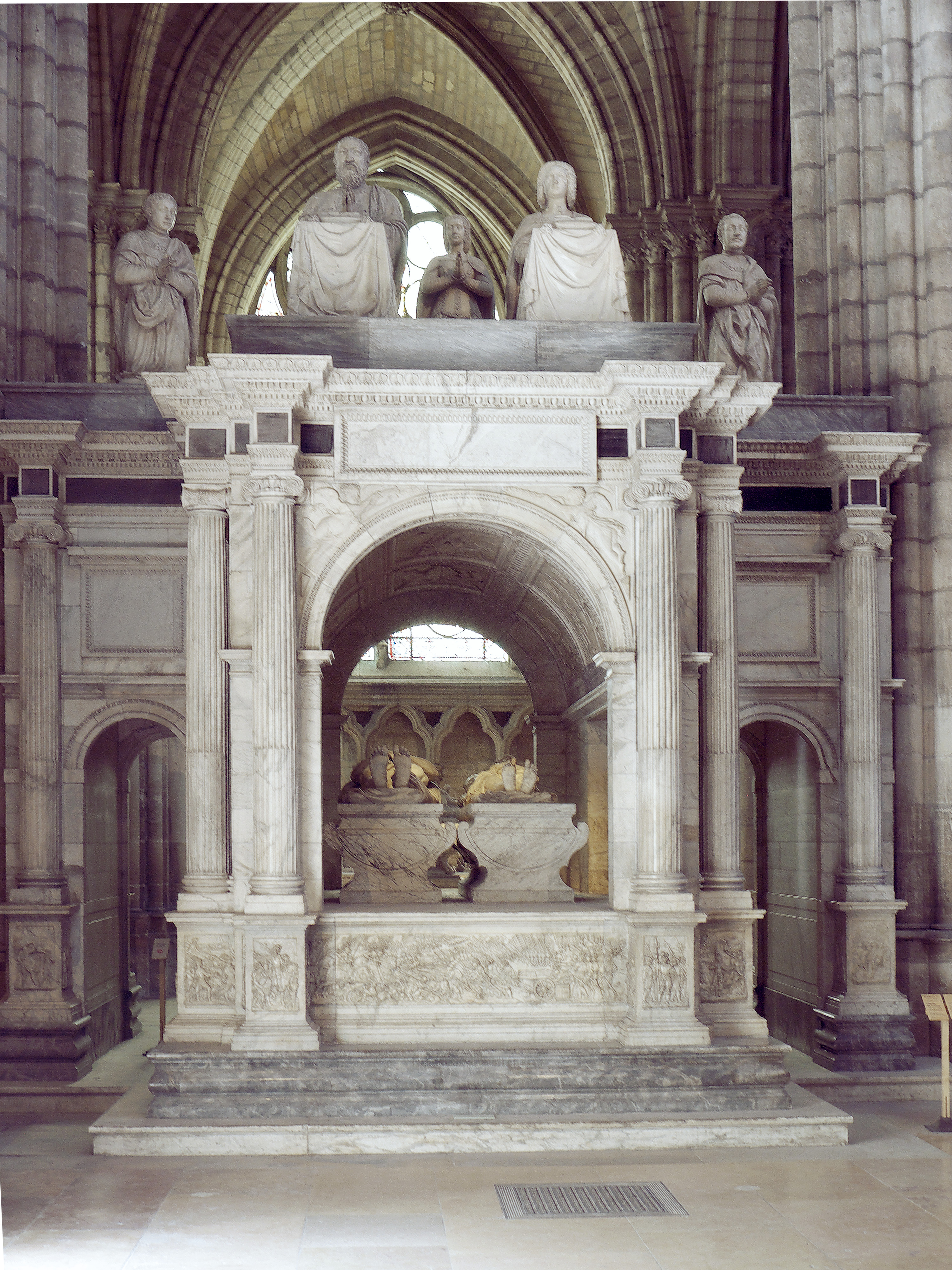
Tomba di Francesco I e di Claudia di Francia

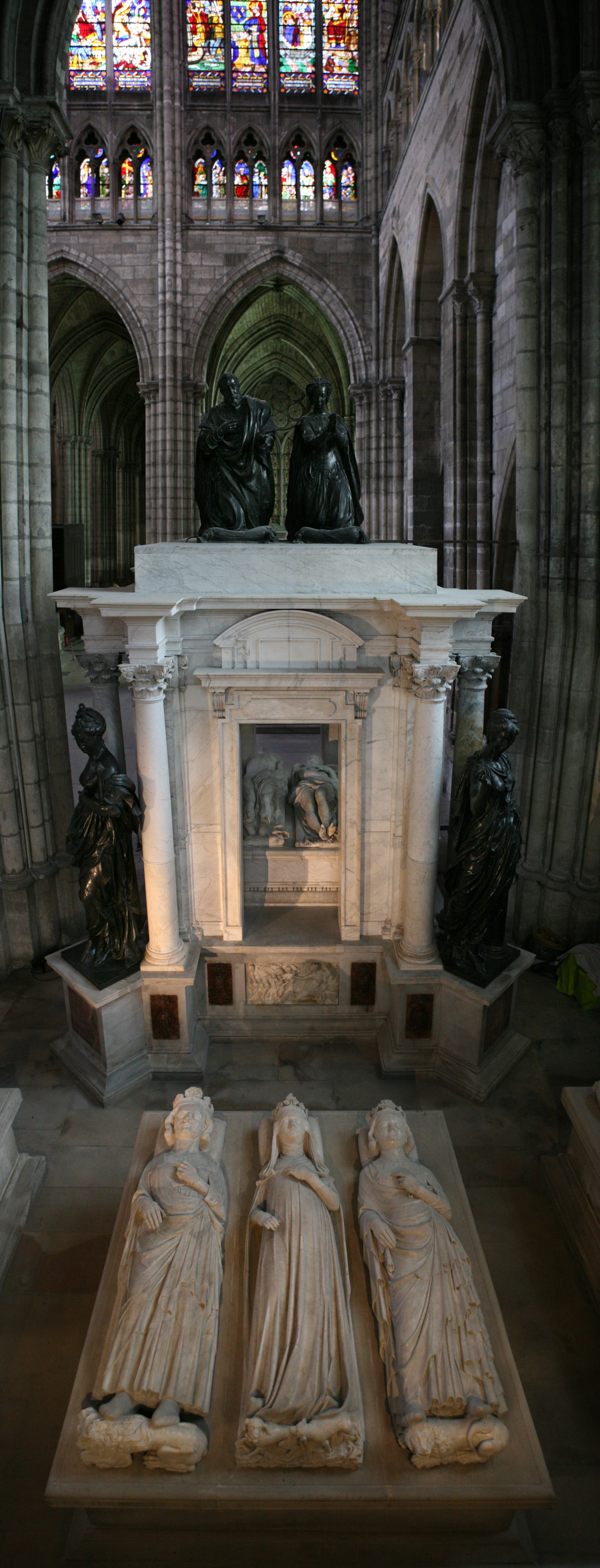
Tomba di Enrico II e di Caterina de' Medici (dietro) e in primo piano quelle di Filippo V (a sinistra), di Giovanna d'Évreux (al centro) e di Carlo IV (a destra)

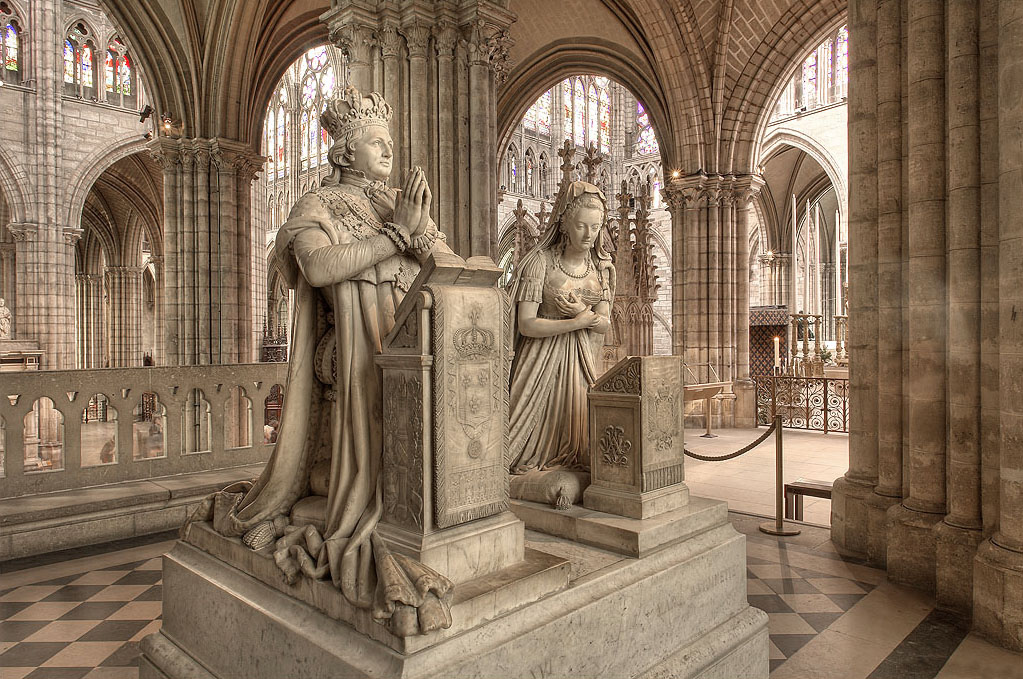
Monumenti funerari alla memoria di Luigi XVI e di Maria Antonietta (sculture di Edme Gaulle e Pierre Petitot, 1830)

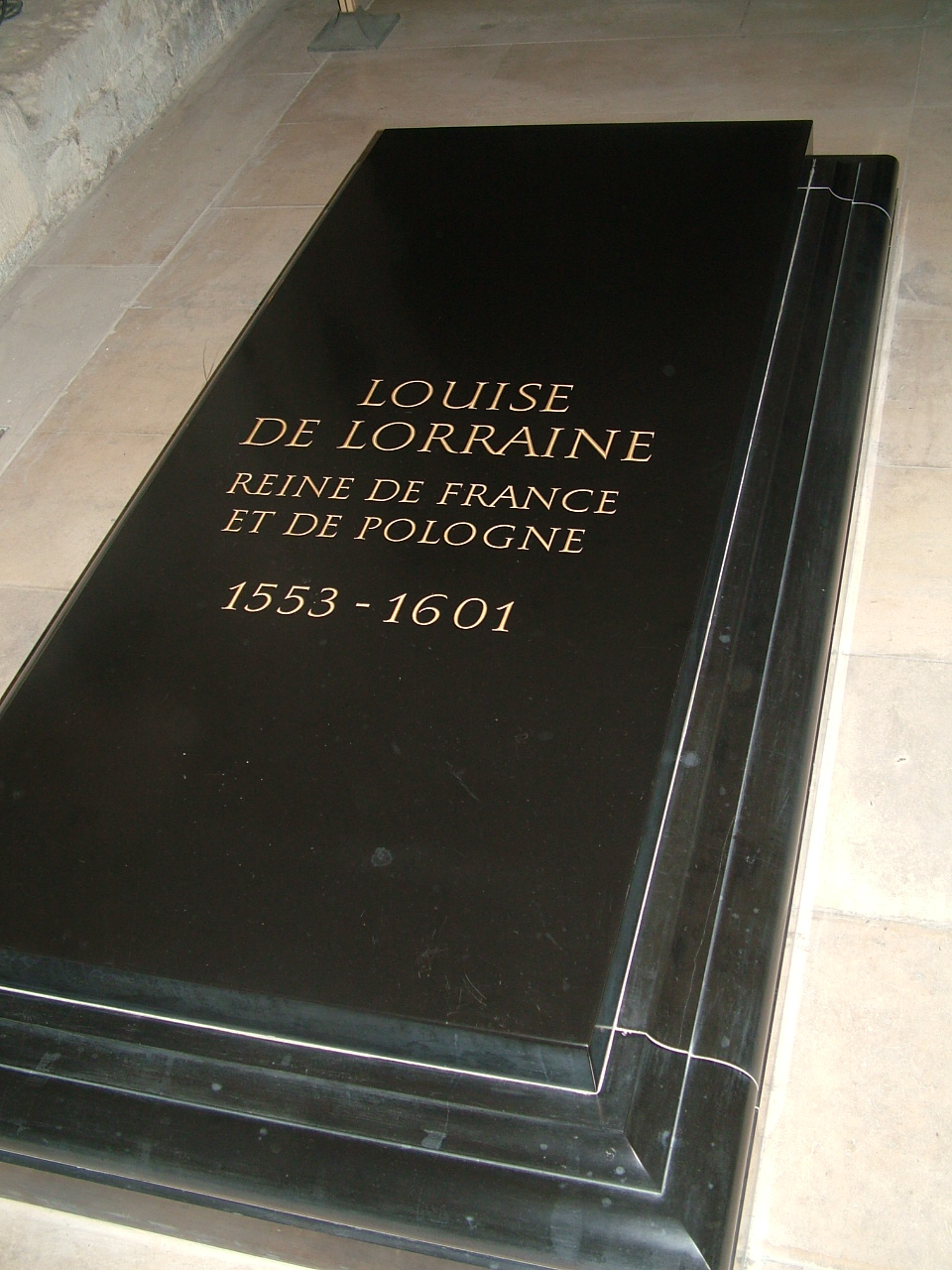
Tomba di Luisa di Lorena-Vaudémont

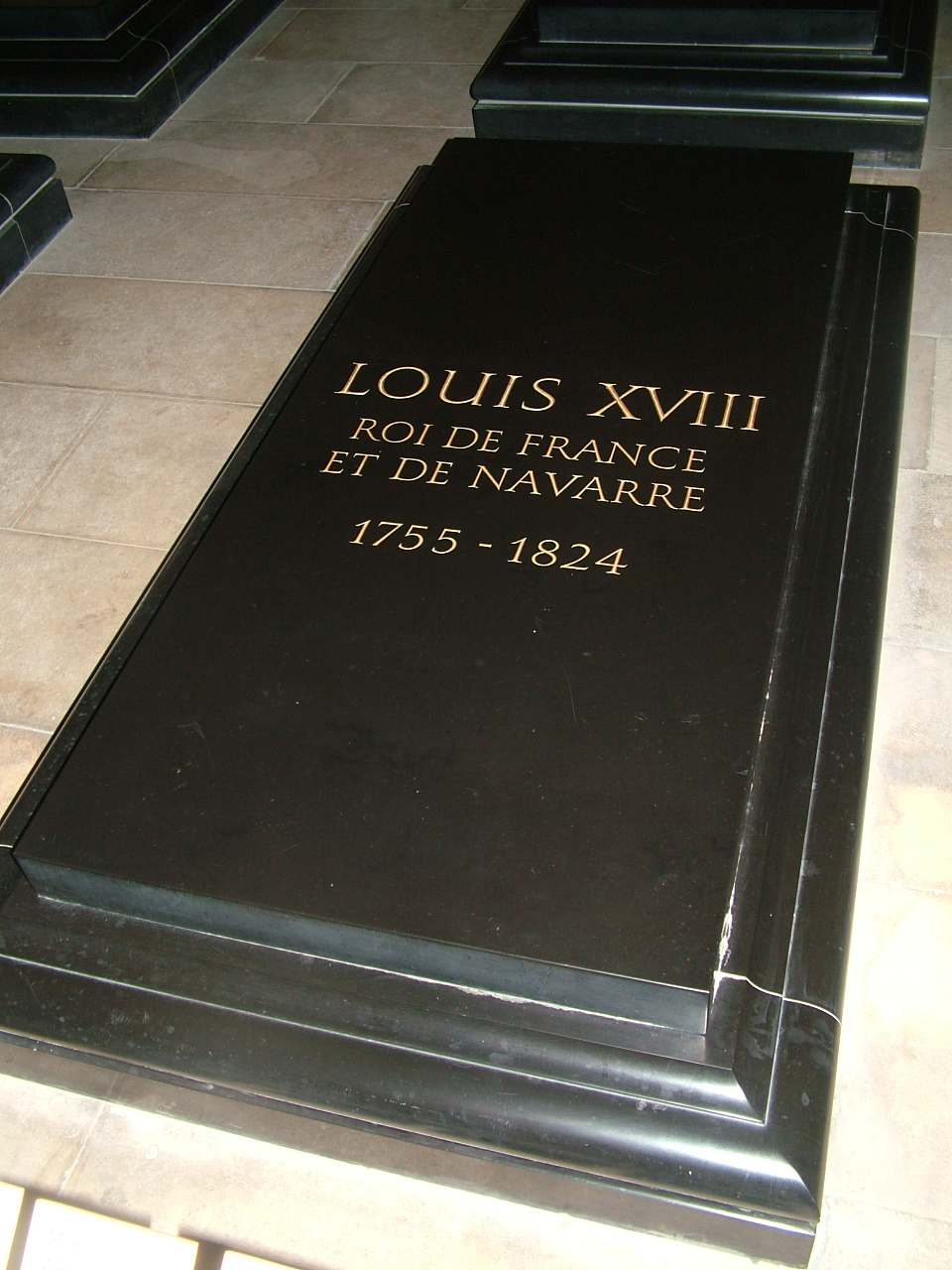
Tomba di Luigi XVIII

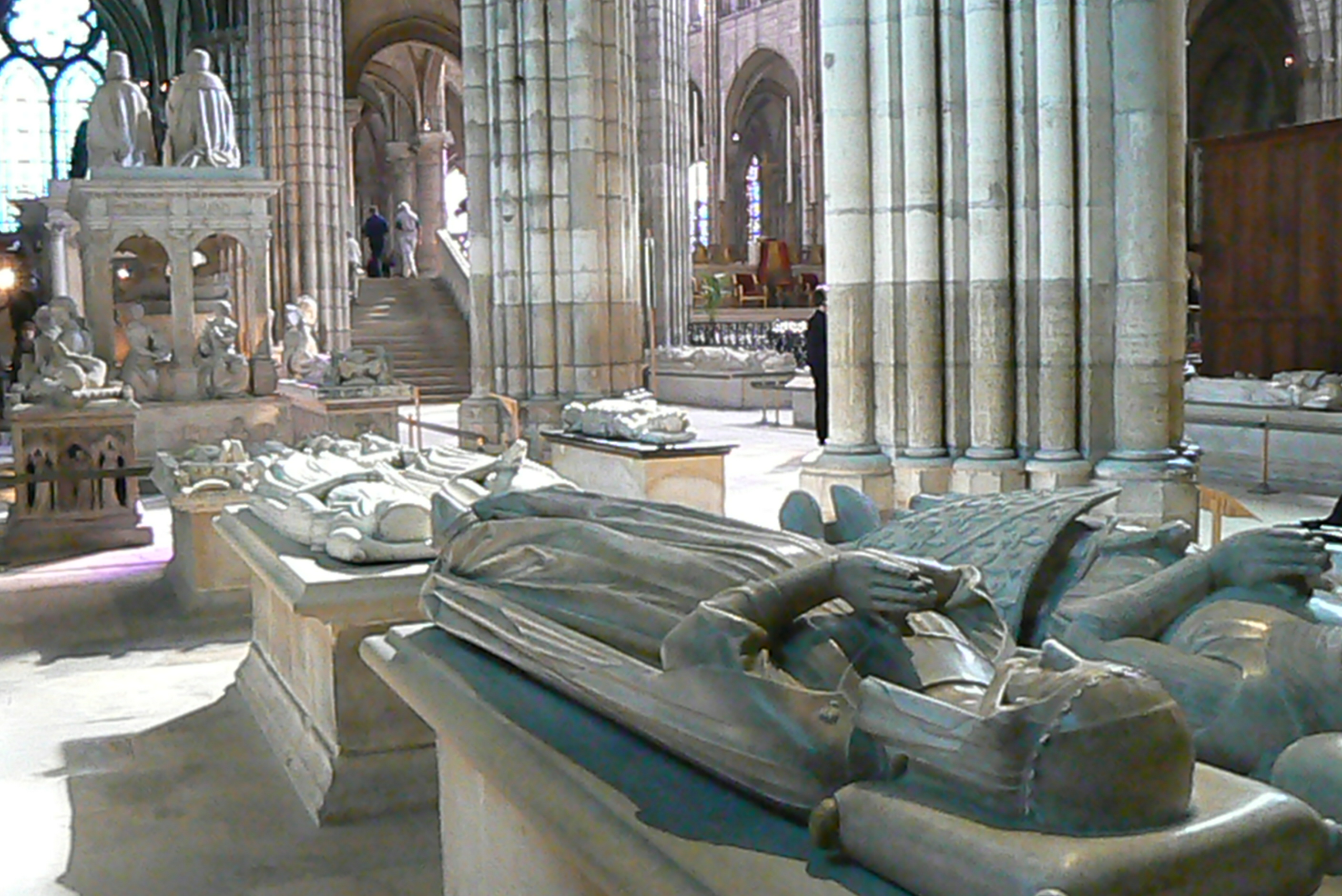
Vista delle tombe della necropoli reale

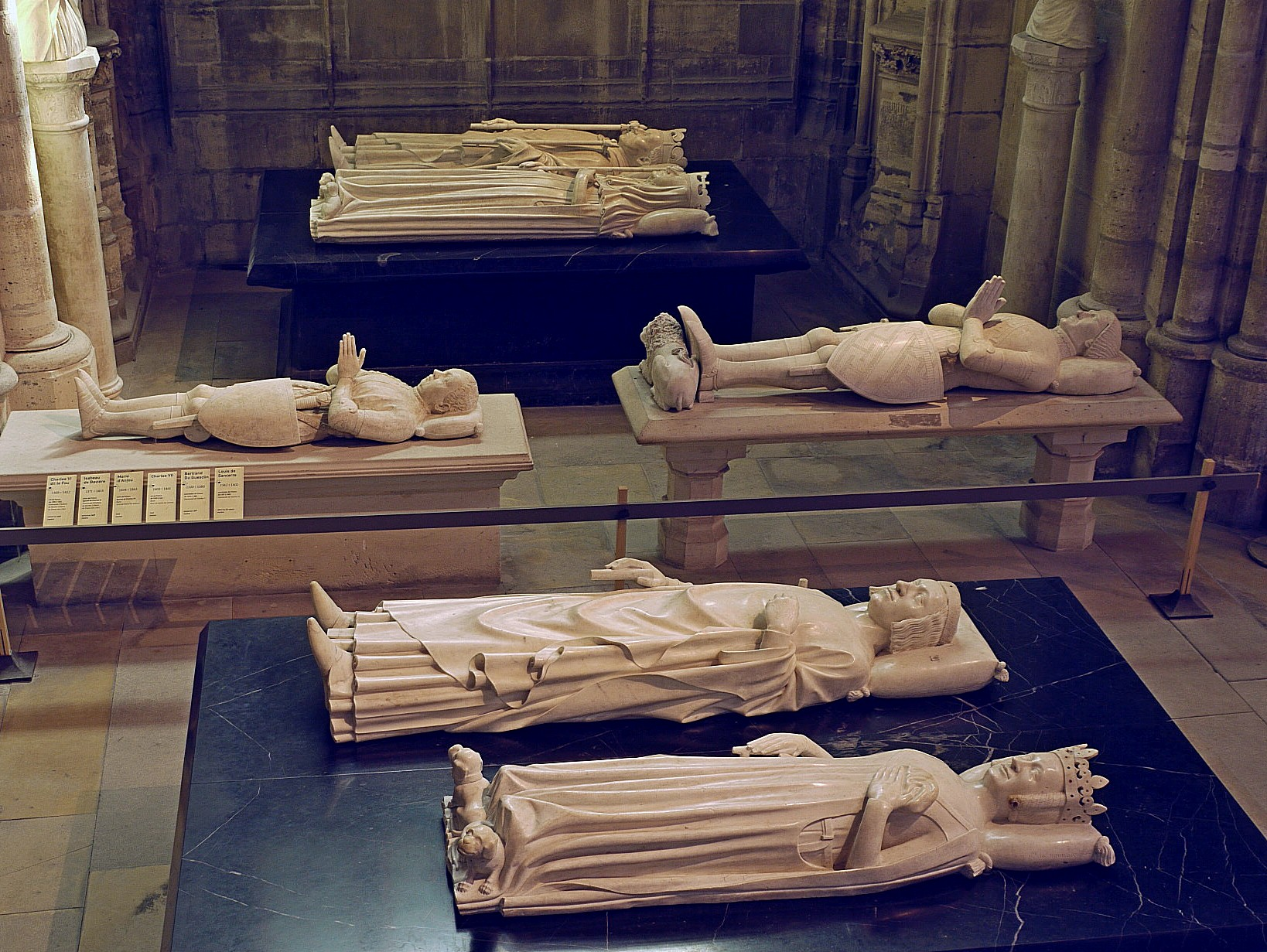
Vista delle tombe della necropoli reale

1. Aregonda, regina dei Franchi (c. 515 - c. 575) (quarta sposa di Clotario I)
2. Dagoberto I, re dei Franchi (c. 602/605 - 19 gennaio 638/639) (figlio di Clotario II e di Bertrude)
3. Nantechilde, regina dei Franchi (c. 610 - 642) (seconda sposa di Dagoberto I)
4. Clodoveo II, re dei Franchi di Neustria e dei Burgundi (635 - 31 ottobre 657) (figlio di Dagoberto I e di Nantechilde)
5. Pipino il Breve, re dei Franchi, maestro di palazzo di Neustria (715 - 24 settembre 768) (figlio di Carlo Martello e di Rotrude)
6. Bertrada di Laon, regina dei Franchi (720 - 12 luglio 783) (sposa di Pipino il Breve)
7. Carlomanno, re dei Franchi (751 - 4 dicembre 771) (figlio di Pipino il Breve e di Bertrada di Laon)
8. Carlo II il Calvo, re dei Franchi, imperatore d'Occidente (13 giugno 823 - 6 ottobre 877) (figlio di Luigi il Pio e di Giuditta di Baviera)
9. Ermentrude d'Orléans, regina dei Franchi (27 settembre 830 - 6 ottobre 869) (prima sposa di Carlo II il Calvo)
10. Luigi III, re dei Franchi (c. 864 - 5 agosto 882) (figlio di Luigi II e di Ansgarda di Borgogna)
11. Carlomanno II, re dei Franchi (c. 867 - 6 dicembre 884) (figlio di Luigi II e di Ansgarda di Borgogna)
12. Oddone, re dei Franchi (c. 852 - 3 gennaio 898) (figlio di Roberto il Forte e di una donna sconosciuta)
13. Ugo Capeto, re di Francia (c. 939 - 24 ottobre 996) (figlio di Ugo il Grande e di Edvige di Sassonia)
14. Adelaide d'Aquitania, regina di Francia (c. 945 - 1004) (sposa di Ugo Capeto)
15. Roberto II il Pio, re di Francia (c. 972 - 20 luglio 1031) (figlio di Ugo Capeto e di Adelaide d'Aquitania)
16. Costanza d'Arles, regina di Francia (c. 986 - 25 luglio 1032) (terza sposa di Roberto II il Pio)
17. Enrico I, re di Francia (c. 1010 - 4 agosto 1060) (figlio di Roberto II il Pio e di Costanza d'Arles)
18. Matilda di Frisia, regina di Francia (c. 1024 - 1044) (prima sposa di Enrico I)
19. Luigi VI, re di Francia (1 dicembre 1081 - 1 agosto 1137) (figlio di Filippo I e di Berta d'Olanda)
20. Luigi VII, re di Francia (1120 - 18 settembre 1180) (figlio di Luigi VI e di Adelaide di Savoia). Sepolto inizialmente nell'Abbazia di Barbeau presso Fontainebleau, venne traslato qui il 30 giugno 1817 per ordine di Luigi XVIII
21. Costanza di Castiglia, regina di Francia (c. 1136 - 4 ottobre 1160) (seconda sposa di Luigi VII)
22. Filippo II Augusto, re di Francia (21 agosto 1165 - 14 luglio 1223) (figlio di Luigi VII e di Adèle di Champagne)
23. Luigi VIII, re di Francia (5 settembre 1187 - 8 novembre 1226) (figlio di Filippo II Augusto e di Isabella di Hainaut)
24. Luigi IX, re di Francia (25 aprile 1214 - 25 agosto 1270) (figlio di Luigi VIII e di Bianca di Castiglia)
25. Margherita di Provenza, regina di Francia (1221 - 20 dicembre 1295) (sposa di Luigi IX)
26. Filippo III, re di Francia (1 maggio 1245 - 5 ottobre 1285) (figlio di Luigi IX e di Margherita di Provenza)
27. Isabella d'Aragona, regina di Francia (1247 - 28 gennaio 1271) (prima sposa di Filippo III)
28. Filippo IV, re di Francia, re di Navarra (aprile/giugno 1268 - 29 novembre 1314) (figlio di Filippo III e di Isabella d'Aragona
29. Luigi X, re di Francia, re di Navarra (4 ottobre 1289 - 5 giugno 1316) (figlio di Filippo IV e di Giovanna I di Navarra)
30. Giovanni I, re di Francia, re di Navarra (14 novembre 1316 - 19 novembre 1316) (figlio di Luigi X e di Clemenza d'Ungheria)
31. Filippo V, re di Francia, re di Navarra (1293 - 3 gennaio 1322) (figlio di Filippo IV e di Giovanna I di Navarra)
32. Carlo IV, re di Francia, re di Navarra (15 giugno 1294 - 1 febbraio 1328) (figlio di Filippo IV e di Giovanna I di Navarra)
33. Giovanna d'Évreux, regina di Francia (c. 1310 - 4 marzo 1371) (terza moglie di Carlo IV)
34. Filippo VI, re di Francia (1293 - 22 agosto 1350) (figlio di Carlo di Valois e di Margherita d'Angiò)
35. Giovanna di Borgogna, contessa di Valois, regina di Francia (c. 1293 - 12 dicembre 1349) (prima sposa di Filippo VI)
36. Bianca di Navarra, regina di Francia (1333 - 5 ottobre 1398) (seconda sposa di Filippo VI)
37. Giovanni II, re di Francia (26 aprile 1319 - 8 aprile 1364) (figlio di Filippo VI e di Margherita d'Angiò)
38. Giovanna I d'Alvernia, contessa d'Auvergne e di Boulogne, regina di Francia (8 maggio 1326 - 29 settembre 1360) (seconda sposa di Giovanni II)
39. Carlo V, re di Francia (21 gennaio 1338 - 16 settembre 1380) (figlio di Giovanni II e di Bona di Lussemburgo)
40. Giovanna di Borbone, regina di Francia (3 febbraio 1338 - 6 febbraio 1378) (sposa di Carlo V)
41. Carlo VI, re di Francia (3 dicembre 1368 - 21 ottobre 1422) (figlio di Carlo V e di Giovanna di Borbone)
42. Isabella di Baviera, regina di Francia (1371 - 24 settembre 1435) (sposa di Carlo VI)
43. Carlo VII, re di Francia (22 febbraio 1403 - 22 luglio 1461) (figlio di Carlo VI e di Isabella di Baviera)
44. Maria d'Angiò, regina di Francia (14 ottobre 1404 - 29 novembre 1463) (sposa di Carlo VII)
45. Carlo VIII, re di Francia, re di Napoli (30 giugno 1470 - 7 aprile 1498) (figlio di Luigi XI e di Carlotta di Savoia)
46. Luigi XII, re di Francia, re di Napoli, duca di Milano, duca d'Orléans (27 giugno 1462 - 1 gennaio 1515) (figlio di Carlo di Valois-Orléans e di Maria di Clèves)
47. Anna di Bretagna, duchessa di Bretagna, regina di Francia (13 aprile 1519 - 5 gennaio 1589) (figlia di Francesco II di Bretagna e di Margherita di Foix, sposò Carlo VIII e fu poi seconda sposa di Luigi XII)
48. Francesco I, re di Francia, duca di Milano (12 settembre 1494 - 31 marzo 1547) (figlio di Carlo di Valois-Angoulême e di Luisa di Savoia)
49. Claudia di Francia, duchessa di Bretagna, regina di Francia (13 ottobre 1499 - 20 luglio 1524) (figlia di Luigi XII e di Anna di Bretagna, prima sposa di Francesco I)
50. Enrico II, re di Francia, duca di Bretagna (31 marzo 1519 - 10 luglio 1559) (figlio di Francesco I e di Claudia di Francia)
51. Caterina de' Medici, regina di Francia, reggente di Francia (13 aprile 1519 - 5 gennaio 1589) (spos di Enrico II)
52. Francesco II, re di Francia, re consorte di Scozia (19 gennaio 1544 - 5 dicembre 1560) (figlio di Enrico II e di Caterina de' Medici)
53. Carlo IX, re di Francia, duca d'Orléans (27 giugno 1550 - 30 maggio 1574) (figlio di Enrico II e di Caterina de' Medici)
54. Enrico III, re di Francia, re di Polonia e granduca di Lituania (19 settembre 1551 - 2 agosto 1589) (figlio di Enrico II e di Caterina de' Medici)
55. Luisa di Lorena-Vaudémont, regina di Francia (30 aprile 1553 - 29 gennaio 1601) (sposa di Enrico II). Sepolta al convento dei Cappuccini di Parigi, fu traslata qui il 16 gennaio 1817 per ordine di Luigi XVIII
56. Enrico IV, re di Francia, re di Navarra (13 dicembre 1533 - 14 maggio 1610) (figlio di Antonio di Borbone e di Giovanna III di Navarra)
57. Margherita di Francia, regina di Francia e di Navarra (14 maggio 1553 - 27 marzo 1615) (figlia di Enrico II e di Caterina de' Medici, prima sposa di Enrico IV)
58. Maria de' Medici, regina di Francia e Navarra, reggente di Francia (27 aprile 1575 - 3 luglio 1642) (seconda sposa di Enrico IV)
59. Luigi XIII, re di Francia e Navarra (27 settembre 1601 - 14 maggio 1643) (figlio di Enrico IV e di Maria de' Medici)
60. Anna d'Austria, regina di Francia e Navarra, reggente di Francia (22 settembre 1601 - 20 gennaio 1666) (sposa di Luigi XIII)
61. Luigi XIV, re di Francia e Navarra (5 settembre 1638 - 1 settembre 1715) (figlio di Luigi XIII e di Anna d'Austria)
62. Maria Teresa d'Austria, regina di Francia e Navarra, reggente di Francia (10 settembre 1638 - 30 luglio 1683) (prima sposa di Luigi XIV)
63. Luigi XV, re di Francia e Navarra (15 febbraio 1710 - 10 maggio 1774) (figlio di Luigi di Francia e di Maria Adelaide di Savoia)
64. Maria Leszczyńska, regina di Francia e Navarra (23 giugno 1703 - 24 giugno 1768) (sposa di Luigi XV)
65. Luigi XVI, re di Francia e Navarra, poi re dei Francesi (23 agosto 1754 - 21 gennaio 1793) (figlio di Luigi di Francia e di Maria Giuseppa di Sassonia). Sepolto nel Cimitero della Madeleine a Parigi, venne qui traslato il 21 gennaio 1815 per ordine di Luigi XVIII
66. Maria Antonietta d'Austria, regina di Francia e Navarra, poi regina dei Francesi (2 novembre 1755 - 16 ottobre 1793) (sposa di Luigi XVI). Sepolta nel Cimitero della Madeleine a Parigi, venne qui traslata il 21 gennaio 1815 per ordine di Luigi XVIII
67. Luigi XVII, delfino di Francia e principe reale di Francia, poi pretendente ai troni di Francia e Navarra (27 marzo 1785 - 8 giugno 1795) (figlio di Luigi XVI e di Maria Antonietta d'Austria) (qui è conservato unicamente il cuore del principe, dal momento che il suo corpo si trova in una fossa comune al Cimitero di Sainte-Marguerite a Parigi)
68. Luigi XVIII, re di Francia e Navarra (17 novembre 1755 - 16 settembre 1824) (figlio di Luigi di Francia e di Maria Giuseppa di Sassonia)

### Principi e principesse sepolte a Saint-Denis
1. Carlo Martello, duca d'Austrasia e dei Franchi, maestro di palazzo (c. 690 - 22 ottobre 741) (figlio di Pipino di Herstal e di Alpaïde di Bruyères)
2. Ugo il Grande, conte di Parigi, marchese di Neustria, duca dei Franchi, conte di Auxerre (c. 898 - 16 giugno 956) (figlio di Roberto I e di Beatrice di Vermandois, padre di Ugo Capeto)
3. Filippo, re dei Franchi assieme al padre (29 agosto 1116 - 13 ottobre 1131) (figlio di Luigi VI di Francia e di Adelaide di Savoia)
4. Filippo Hurepel di Clermont (luglio 1201 - 19 luglio 1234) (figlio di Filippo II di Francia e di Agnese di Merania)
5. Alfonso, conte di Poitiers, di Saintonge, d'Auvergne e di Tolosa (11 novembre 1220 - 21 agosto 1271) (figlio di Luigi VIII di Francia e di Bianca di Castiglia)
6. Filippo Dagoberto (20 febbraio 1223 - 1232) (figlio di Luigi VIII di Francia e di Bianca di Castiglia)
7. Bianca (4 dicembre 1240 - 29 aprile 1243) (figlia di Luigi IX di Francia e di Margherita di Provenza)
8. Giovanni (maggio 1247 - 10 marzo 1248) (figlio di Luigi IX di Francia e di Margherita di Provenza)
9. Giovanna II, regina di Navarra (28 gennaio 1311 - 6 ottobre 1349) (figlia di Luigi X di Francia e di Margherita di Borgogna, sposa di Filippo III di Navarra)
10. Margherita I, contessa di Borgogna e d'Artois (1309 - 9 maggio 1382) (figlia di Filippo V di Francia e di Giovanna II di Borgogna)
11. Maria, figlia di Francia (ottobre 1326 - 6 ottobre 1341) (figlia di Carlo IV di Francia e di Giovanna d'Évreux)
12. Bianca di Francia (1 aprile 1328 - 8 febbraio 1393) (figlia di Carlo IV di Francia e di Giovanna d'Évreux)
13. Giovanna di Valois (maggio 1351 - 16 settembre 1371) (figlia di Filippo VI di Francia e di Bianca di Navarra)
14. Giovanni, delfino del Viennese (7 giugno 1366 - 21 dicembre 1366) (figlio di Carlo V di Francia e di Giovanna di Borbone)
15. Isabella, figlia di Francia (24 luglio 1373 - 13 febbraio 1378) (figlia di Carlo V di Francia e di Giovanna di Borbone)
16. Carlo, delfino del Viennese (26 settembre 1386 - 28 dicembre 1386) (figlio di Carlo VI di Francia e di Isabella di Baviera)
17. Luigi di Valois (22 gennaio 1397 - 18 dicembre 1415) (figlio di Carlo VI di Francia e di Isabella di Baviera)
18. Filippo, figlio di Francia (morto il 10 novembre 1407) (figlio di Carlo VI di Francia e di Isabella di Baviera)
19. Luisa di Savoia, contessa d'Angoulême (11 settembre 1476 - 22 settembre 1531) (sposa di Carlo di Valois-Angoulême, madre di Francesco I di Francia)
20. Luisa, figlia di Francia (19 agosto 1515 - 21 settembre 1518) (figlia di Francesco I di Francia e di Claudia di Francia)
21. Carlotta, figlia di Francia (23 ottobre 1516 - 18 settembre 1524) (figlia di Francesco I di Francia e di Claudia di Francia)
22. Francesco di Valois (28 febbraio 1518 - 10 agosto 1536) (figlio di Francesco I e di Claudia di Francia)
23. Carlo II d'Orléans (22 gennaio 1522 - 9 settembre 1545) (figlio di Francesco I di Francia e di Claudia di Francia)
24. Luigi di Valois-Angoulême (3 febbraio 1549 - 24 ottobre 1550) (figlio di Enrico II di Francia e di Caterina de' Medici)
25. Francesco Ercole di Valois (18 marzo 1555 - 10 giugno 1584) (figlio di Enrico II di Francia e di Caterina de' Medici)
26. Giovanna, figlia di Francia (morta il 24 giugno 1556) (figlia di Enrico II di Francia e di Caterina de' Medici)
27. Vittoria, figlia di Francia, (24 giugno 1556 - 17 agosto 1556) (figlia di Enrico II di Francia e di Caterina de' Medici)
28. Maria Elisabetta di Valois (27 ottobre 1572 – 2 aprile 1578) (figlia di Carlo IX di Francia e di Elisabetta d'Austria)
29. Nicola Enrico di Borbone-Francia (16 aprile 1607 - 17 novembre 1611) (figlio di Enrico IV di Francia e di Maria de' Medici)
30. Gastone, figlio di Francia, duca d'Orleans (24 aprile 1608 - 2 febbraio 1660) (figlio di Enrico IV di Francia e di Maria de' Medici)
31. Maria di Borbone-Montpensier, duchessa di Montpensier, duchessa d'Orléans (15 ottobre 1605 - 4 giugno 1627) (prima sposa di Gastone d'Orleans)
32. Margherita di Lorena, duchessa d'Orléans (22 luglio 1615 - 13 aprile 1672) (seconda sposa di Gastone d'Orleans)
33. Anna Maria Luisa d'Orléans, petite-fille de France, duchessa di Montpensier (29 maggio 1627 - 5 aprile 1693) (figlia di Gastone d'Orleans e di Maria di Borbone-Montpensier)
34. Giovanni Gastone d'Orleans, petit-fils de France, duca di Valois (17 agosto 1650 - 10 agosto 1652) (figlio di Gastone d'Orleans e di Margherita di Lorena)
35. Maria Anne d'Orleans, petite-fille de France (9 novembre 1652 - 17 agosto 1656) (figlia di Gastone d'Orleans e di Margherita di Lorena)
36. Enrichetta Maria di Borbone-Francia, regina consorte d'Inghilterra, di Scozia ed Irlanda (26 novembre 1609 - 10 settembre 1669) (figlia di Enrico IV di Francia e di Maria de' Medici, sposa di Carlo I d'Inghilterra)
37. Filippo I di Borbone-Orléans, figlio di Francia, duca di Angiò, duca d'Orleans (21 settembre 1640 - 9 giugno 1701) (figlio di Luigi XIII di Francia e di Anna d'Austria)
38. Enrichetta d'Inghilterra, duchessa d'Orleans (16 giugno 1644 - 30 giugno 1670) (prima moglie di Filippo I di Borbone-Orléans)
39. Elisabetta Carlotta del Palatinato, duchessa d'Orleans (27 maggio 1652 - 8 dicembre 1722) (seconda moglie di Filippo I di Borbone-Orléans)
40. Filippo Carlo d'Orleans, petit-fils de France, duca di Valois (16 luglio 1664 - 8 dicembre 1666) (figlio di Filippo I di Borbone-Orléans e di Enrichetta d'Inghilterra)
41. Principessa senza nome (nata e morta il 9 luglio 1665) (figlia di Filippo I di Borbone-Orléans e di Enrichetta d'Inghilterra)
42. Alessandro Luigi d'Orléans, petit-fils de France, duca di Valois (2 giugno 1673 - 16 marzo 1676) (figlio di Filippo I di Borbone-Orléans e di Elisabetta Carlotta del Palatinato)
43. Filippo II di Borbone-Orléans, petit-fils de France, duca d'Orleans, reggente di Francia (2 agosto 1674 - 2 dicembre 1723) (figlio di Filippo I di Borbone-Orléans e di Elisabetta Carlotta del Palatinato)
44. Luigi, il Gran Delfino, delfino di Francia (1 novembre 1661 - 14 aprile 1711) (figlio di Luigi XIV di Francia e di Maria Teresa d'Asburgo)
45. Maria Anna Vittoria di Baviera, delfina di Francia (28 novembre 1660 - 20 aprile 1690) (prima sposa di Luigi, il Gran Delfino)
46. Luigi di Borbone-Francia, duca di Borgogna, delfino di Francia (6 agosto 1682 - 18 febbraio 1712) (figlio di Luigi, il Gran Delfino e di Maria Anna Vittoria di Baviera)
47. Maria Adelaide di Savoia, duchessa di Borgogna, delfina di Francia (6 dicembre 1685 - 12 febbraio 1712) (sposa di Luigi di Borbone-Francia)
48. Luigi, figlio di Francia, duca di Bretagna (25 giugno 1704 - 13 aprile 1705) (figlio di Luigi di Borbone-Francia e di Maria Adelaide di Savoia)
49. Luigi di Borbone-Francia, duca di Bretagna, delfino di Francia (8 gennaio 1707 - 8 marzo 1712) (figlio di Luigi di Borbone-Francia e di Maria Adelaide di Savoia)
50. Carlo di Borbone-Francia, duca di Berry (31 agosto 1686 - 4 mai 1714) (figlio di Luigi, il Gran Delfino e di Maria Anna Vittoria di Baviera)
51. Maria Luisa Elisabetta di Borbone-Orléans, petite-fille de France, duchessa di Berry (20 agosto 1695 - 20 luglio 1719) (figlia di Filippo II di Borbone-Orléans, sposa di Carlo di Borbone-Francia)
52. Principessa senza nome (nata e morta il 21 luglio 1711) (figlia di Carlo di Borbone-Francia e di Maria Luisa Elisabetta di Borbone-Orléans)
53. Carlo, petit-fils de France, duca d'Alençon (26 marzo 1713 - 16 aprile 1713) (figlio di Carlo di Borbone-Francia e di Maria Luisa Elisabetta di Borbone-Orléans)
54. Maria Luisa Elisabetta di Francia, petit-fille de France (16 giugno 1714 - 17 giugno 1714) (figlia di Carlo di Borbone-Francia e di Maria Luisa Elisabetta di Borbone-Orléans)
55. Anna Elisabetta di Borbone-Francia (18 novembre 1662 - 30 dicembre 1662) (figlia di Luigi XIV di Francia e di Maria Teresa d'Asburgo)
56. Maria Anna di Borbone-Francia (16 novembre 1664 - 26 dicembre 1664) (figlia di Luigi XIV di Francia e di Maria Teresa d'Asburgo)
57. Maria Teresa di Borbone-Francia, figlia di Francia (2 gennaio 1667 - 1 marzo 1672) (figlia di Luigi XIV di Francia e di Maria Teresa d'Asburgo)
58. Filippo Carlo di Borbone-Francia, duca d'Angiò (5 agosto 1668 - 10 luglio 1671) (figlio di Luigi XIV di Francia e di Maria Teresa d'Asburgo)
59. Luigi Francesco di Borbone-Francia, figlio di Francia, duca d'Angiò (14 giugno 1672 - 4 novembre 1672) (figlio di Luigi XIV di Francia e di Maria Teresa d'Asburgo)
60. Luisa Elisabetta di Borbone-Francia, duchessa di Parma (14 agosto 1727 - 6 dicembre 1759) (figlia di Luigi XV di Francia e di Maria Leszczyńska)
61. Enrichetta di Borbone-Francia (14 agosto 1727 - 10 febbraio 1752) (figlia di Luigi XV di Francia e di Maria Leszczyńska)
62. Luisa di Borbone-Francia (28 luglio 1728 - 19 febbraio 1733) (figlia di Luigi XV di Francia e di Maria Leszczyńska)
63. Luigi Ferdinando di Borbone-Francia, delfino di Francia (4 settembre 1729 - 20 dicembre 1765) (figlio di Luigi XV di Francia e di Maria Leszczyńska) (unicamente il cuore, dal momento che il suo corpo si trova nella Cattedrale di Sens)
64. Maria Teresa Raffaella di Borbone-Spagna, delfina di Francia (11 giugno 1726 - 22 luglio 1746) (prima sposa di Luigi Ferdinando di Borbone-Francia)
65. Maria Giuseppina di Sassonia, delfina di Francia (4 novembre 1731 - 13 marzo 1767) (seconda sposa di Luigi Ferdinando di Borbone-Francia) (unicamente il cuore, il corpo si trova nella Cattedrale di Sens)
66. Maria Teresa di Borbone-Francia (19 luglio 1746 - 27 aprile 1748) (figlia di Luigi Ferdinando di Borbone-Francia e di Maria Teresa Raffaella di Borbone-Spagna)
67. Maria Zefirina di Borbone-Francia (26 agosto 1750 - 2 settembre 1755) (figlia di Luigi Ferdinando di Borbone-Francia e di Maria Giuseppina di Sassonia)
68. Luigi di Borbone-Francia, duca di Borgogna (13 settembre 1751 - 22 marzo 1761) (figlio di Luigi Ferdinando di Borbone-Francia e di Maria Giuseppina di Sassonia)
69. Saverio di Borbone-Francia, duca d'Aquitania (8 settembre 1753 - 22 febbraio 1754) (figlio di Luigi Ferdinando di Borbone-Francia e di Maria Giuseppina di Sassonia)
70. Filippo Luigi, figlio di Francia, duca d'Angiò (30 agosto 1730 - 7 aprile 1733) (figlio di Luigi XV di Francia e di Maria Leszczyńska)
71. Adelaide di Borbone-Francia (23 marzo 1732 - 27 febbraio 1800) (figlia di Luigi XV di Francia e di Maria Leszczyńska) Sepolta nella Cattedrale di San Giusto a Trieste, venne traslata a Saint-Denis il 20 gennaio 1817 per ordine di Luigi XVIII
72. Vittoria di Borbone-Francia (11 maggio 1733 - 7 giugno 1799) (figlia di Luigi XV di Francia e di Maria Leszczyńska) Sepolta nella Cattedrale di San Giusto a Trieste in Italia, venne sepolta qui il 20 gennaio 1817 per ordine di Luigi XVIII di Francia
73. Sofia di Borbone-Francia (27 luglio 1734 - 2 marzo 1782) (figlia di Luigi XV di Francia e di Maria Leszczyńska)
74. Luisa di Borbone-Francia (15 luglio 1737 - 23 dicembre 1787) (figlia di Luigi XV di Francia e di Maria Leszczyńska) Sepolta al carmelo di Saint-Denis, il corpo venne riesumato il 25 ottobre 1793 dai rivoluzionari
75. Luigi Giuseppe di Borbone-Francia, delfino di Francia (22 ottobre 1781 - 4 giugno 1789) (figlio di Luigi XVI di Francia e di Maria Antonietta d'Austria)
76. Sofia Elena Beatrice di Borbone-Francia, figlia di Francia (9 luglio 1786 - 19 giugno 1787) (figlia di Luigi XVI di Francia e di Maria Antonietta d'Austria)
77. Sofia d'Artois, petite-fille de France (5 agosto 1776 - 5 dicembre 1783) (figlia di Carlo X di Francia e di Maria Teresa di Savoia)
78. Carlo di Borbone-Francia, figlio di Francia, duca di Berry (24 gennaio 1778 - 14 febbraio 1820) (figlio di Carlo X di Francia e di Maria Teresa di Savoia)
79. Luisa Isabella d'Artois, petite-fille de France (13 luglio 1817 - 14 luglio 1817) (figlia di Carlo di Borbone-Francia e di Carolina di Borbone-Due Sicilie)
80. Luigi d'Artois, principe del sangue (nato e morto il 13 settembre 1818) (figlio di Carlo di Borbone-Francia e di Carolina di Borbone-Due Sicilie)
81. Maria Teresa d'Artois, petite-fille de France (6 gennaio 1783 - 22 giugno 1783) (figlia di Carlo X di Francia e di Maria Teresa di Savoia)

### Servitori della monarchia francese sepolti a Saint-Denis
1. Sugerio di Saint-Denis, uomo di chiesa, uomo di stato (1080/1081 - 13 gennaio 1151)
2. Alfonso di Brienne, gran cameriere di Francia sotto Luigi IX di Francia (1227 - 25 agosto 1270)
3. Pierre de Beaucaire, ciambellano di Luigi IX di Francia
4. Bertrand du Guesclin, conte di Longueville, Connestabile di Francia e di Castiglia (c. 1320 - 13 luglio 1380)
5. Jehan Pastoret, presidente del parlamento di Parigi sotto Carlo V di Francia, membro della reggenza di Carlo VI di Francia (1328 - 1405)
6. Bureau de La Rivière, ciambellano di Carlo V di Francia, consigliere di Carlo VI di Francia (morto il 16 agosto 1400)
7. Louis de Sancerre, maresciallo di Francia, connestabile di Francia (1341/1342 - 6 febbraio 1402)
8. Guillaume de Chastel, ciambellano di Carlo VII di Francia
9. Arnaud Guillaume de Barbazan, ciambellano di Carlo VII di Francia (1360 - 1431)
10. Gaspard IV de Coligny, conte e poi duca di Coligny, maresciallo di Francia (9 giugno 1620 - 9 febbraio 1649)
11. Jacques de Stuer de Caussade, marchese di Saint-Maigrin, tenente generale (1616 - 2 luglio 1652)
12. Jean-François de Gondi, cardinale, arcivescovo di Parigi, abate di Saint-Denis (1584 - 21 marzo 1654)
13. Henri de La Tour d'Auvergne, visconte di Turenne, maresciallo di Francia (11 settembre 1611 - 27 luglio 1675)
14. Luigi V Giuseppe di Borbone-Condé, principe di Condé, duca de Borbone, d'Enghien e di Guisa (9 agosto 1736 - 13 maggio 1818) (figlio di Luigi IV Enrico di Borbone-Condé e di Carolina d'Assia-Rheinfels-Rotenburg)
15. Luigi VI Enrico di Borbone-Condé, principe di Condé, duca di Borbone, d'Enghien e di Guisa (13 aprile 1756 - 27 agosto 1830) (figlio di Luigi V Giuseppe di Borbone-Condé e di Carlotta di Rohan)

## La profanazione delle tombe della necropoli
Per festeggiare il primo anniversario della presa delle Tuileries del 10 agosto 1792, il 31 luglio 1793 un membro della Convenzione, Barère, propose la distruzione dei mausolei e delle tombe dei re di Francia, identificati ormai come inutili, di modo da trarne materiale utile alla causa rivoluzionaria ed in particolare piombo, utile alla fabbricazione di palle di moschetto per la guerra incalzante.
Don Germain Poirier, benedettino dell'abbazia di Saint-Denis, venne nominato commissario incaricato di assistere a tutte le estumulazioni. Dal primo di agosto iniziò lo scempio delle tombe, una decisione che non mancò di sollevare fiere opposizioni da più parti, in particolare perché i corpi vennero gettati in due fosse comuni a nord della basilica e ricoperte di calce viva per accelerarne il processo di decomposizione. Alexandre Lenoir riuscì a salvare le statue e i sepolcri più preziosi e li inviò a Parigi, al deposito dei monumenti nazionali di Francia collocato presso i Petits-Augustins.

## Il restauro della necropoli reale
Nel 1816, Luigi XVIII chiese a Alexandre Lenoir di riposizionare le tombe salvate nella basilica che era stata riconsacrata proprio in quell'anno in corrispondenza della Restaurazione. Il 19 gennaio 1817, Luigi XVIII ordinò a quanti avevano lavorato all'estumulazione delle salme di ricercare i resti dei suoi predecessori recuperati dalle due fosse scavate e di riportarle nella cripta della basilica dove vennero ricomposte il più possibile in un ossario con delle placche di marmo ove erano inscritti i nomi dei sovrani.

## Tombe della necropoli recuperate
Le tombe che oggi si possono ammirare all'interno della basilica di Saint-Denis, pur mancando dei corpi che un tempo contenevano, sono state riposte in loco e rappresentano ancora oggi splendidi gioielli di scultura attraverso i secoli. Non tutte le tombe si sono salvate, ma quelle che seguono sono le principali.

### Tombe reali a effigi simboliche
- Tomba di Clodoveo, re dei Franchi
- Tomba di Childeberto I, figlio di Clodoveo I, re di Parigi e di Orleans
- Tomba di Clodoveo II (realizzata nel XII secolo), re di Neustria e di Borgogna
- Tomba di Fredegonda, regina di Neustria.

Verso il 1260, san Luigi diede commissione di realizzare una serie di grandi tombe dedicate ai suoi predecessori a partire dal VII secolo, che sono puramente simboliche e furono realizzate nel XIII secolo, ma illustrano la visione che i re di Francia avevano dei loro antenati in pieno medioevo. Tra questi si sono salvati:
- Mausoleo di Dagoberto I (629-639)
- Tomba di Pipino il Breve (751-768) e di sua moglie Bertrada di Laon
- Tomba di Carlomanno I (768-771)
- Tomba di Ermentrude, prima moglie di Carlo II il Calvo
- Tomba di Luigi III (879-882)
- Tomba di Carlomanno II (879-884)
- Tomba di Roberto II (996-1031) e della sua terza sposa, Costanza d'Arles
- Tomba di Enrico I (1031-1060)
- Tomba di Luigi VI il Grosso (1108-1137)
- Tomba della seconda sposa di Luigi VII, Costanza di Castiglia
- Tomba di Bianca di Castiglia (1188-1252), sposa di Luigi VIII.

### Tombe reali con effigi realistiche

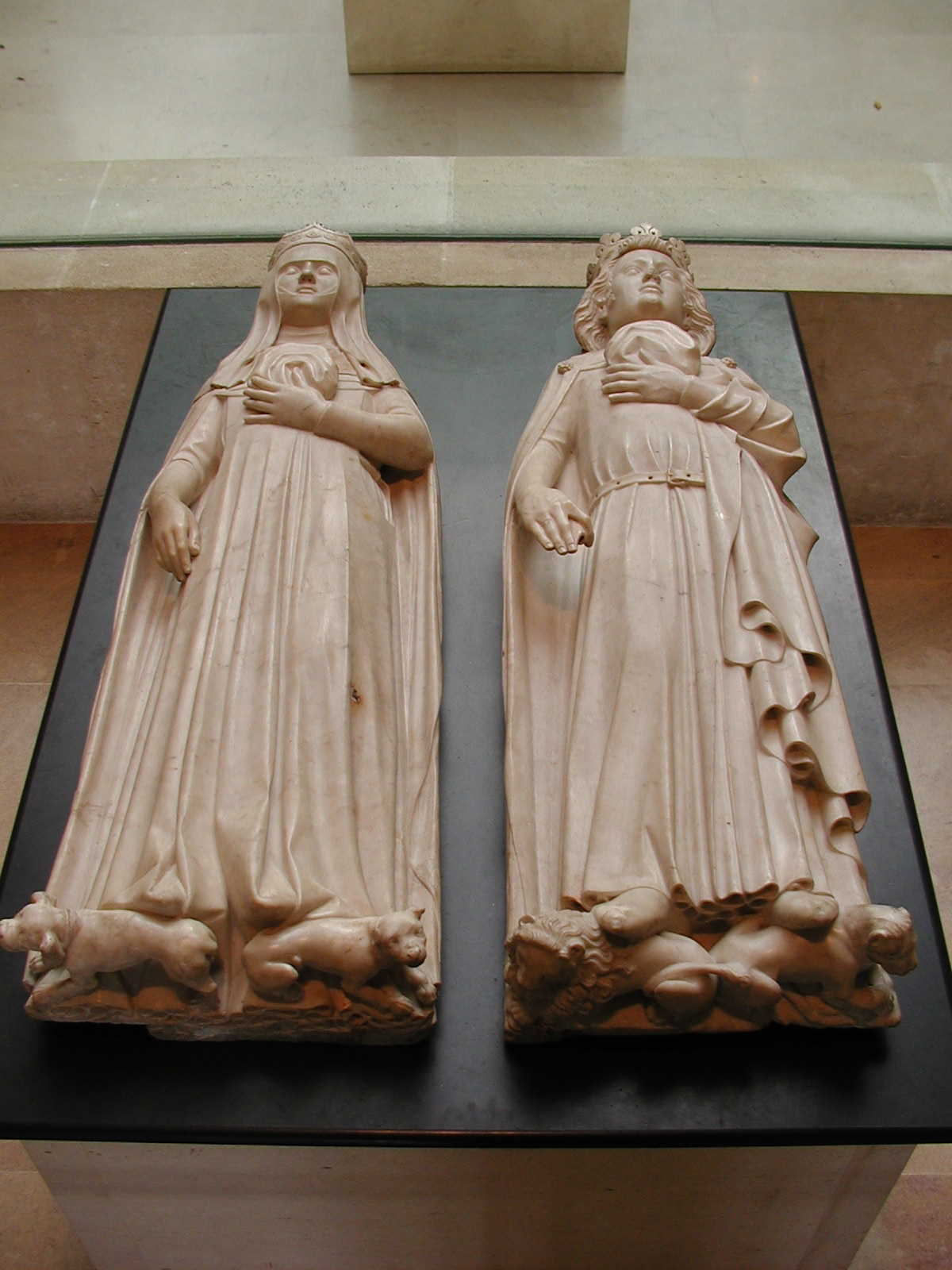
Tomba di Giovanna d'Évreux e di Carlo IV il Bello

A partire da Filippo III, morto nel 1285, sono state riassemblate le tombe originali antiche.
- Tomba di Filippo III (1270-1285) e di sua moglie Isabella d'Aragona
- Tomba di Filippo IV il Bello (1285-1314)
- Tomba di Luigi X (1314-1316) e della sua seconda sposa, Clemenza d'Ungheria
- Tomba di Giovanni I il Postumo (1316)
- Tomba di Filippo V il Lungo (1316-1322)
- Tomba di Carlo IV il Bello (1322-1328) e della sua terza sposa, Giovanna d'Évreux
- Tomba di Filippo VI di Valois (1328-1350) e della sua seconda sposa, Bianca di Navarra
- Tomba di Giovanni II il Buono (1350-1364)
- Tomba di Carlo V il Saggio (1364-1380) e di sua moglie Giovanna di Borbone
- Tomba di Carlo VI il Folle (1380-1422) e di sua moglie Isabella di Baviera.

### Mausolei reali del Rinascimento

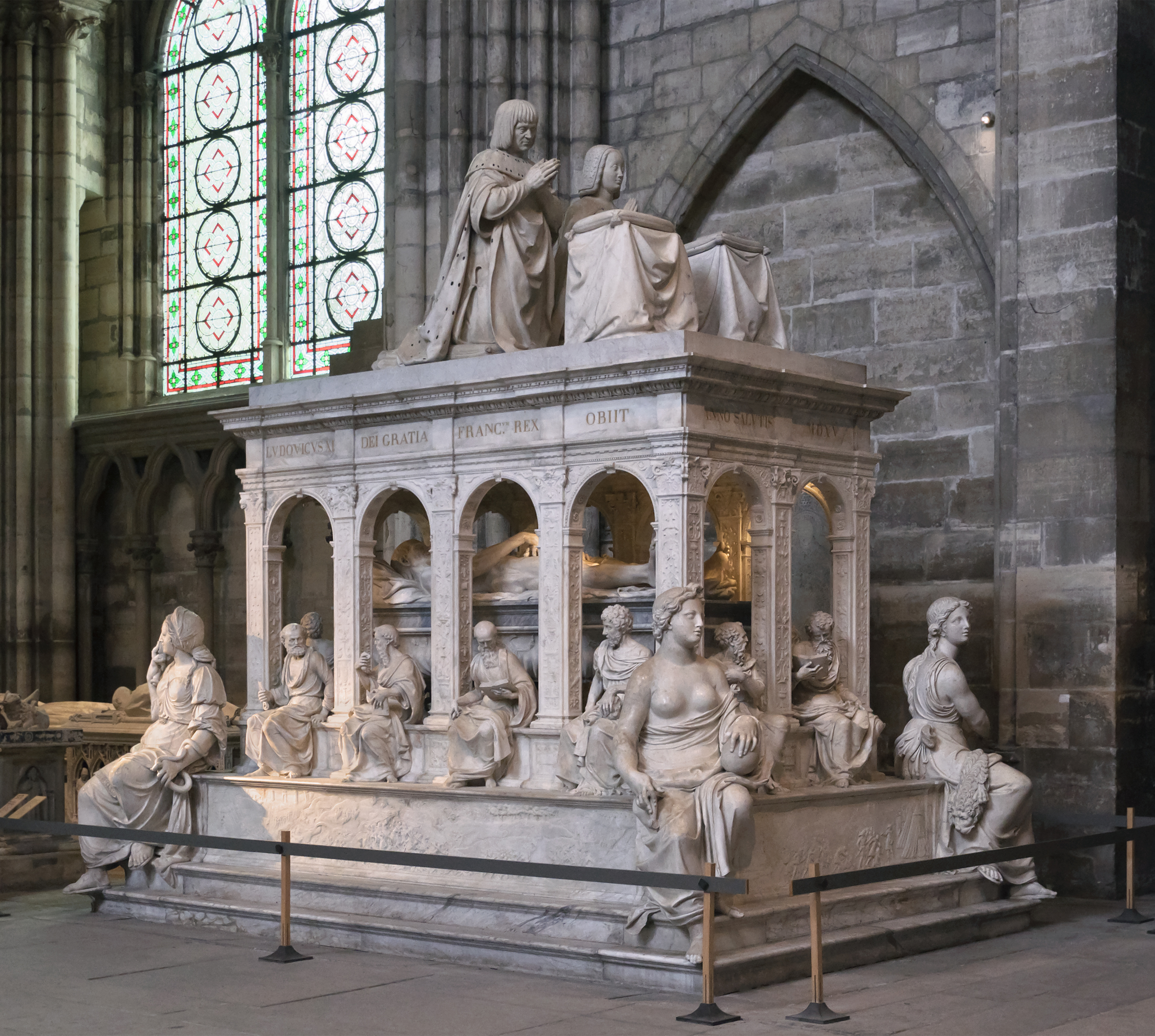
Mausoleo di Luigi XII e di Anna di Bretagna

Le tombe divennero ancora più importanti e sontuosamente decorate nell'epoca rinascimentale. I mausolei di quest'epoca rappresentano quindi spesso i simboli della ricchezza e del potere regio: nella parte superiore si trovano spesso le figure del re e della regina in atteggiamento orante, mentre nella parte inferiore i sovrani sono rappresentati nella loro rigidità cadaverica e nudi come Dio li aveva creati, donando ai corpi una visione estremamente realistica. I tre mausolei presenti sono:
- Mausoleo di Luigi XII (1498-1515) e di Anna di Bretagna.
- Mausoleo di Francesco I (1515-1547) e di Claudia di Francia, realizzato da Philibert Delorme e da Pierre Bontemps. Esso appare come una sorta di arco di trionfo all'antica, delicatamente cesellato, dove si può scorgere tra le altre scene anche la battaglia di Melegnano
- Mausoleo di Enrico II (1547-1559) e di Caterina de' Medici, realizzato sotto la direzione del Primaticcio.

### Tombe della cripta reale
Al centro della cripta reale, nella grande sala voltata, si trovano le tombe dei sovrani sepolti nella basilica dopo la Rivoluzione francese:
- Tomba di Luigi XVI (1774-1792) e di sua moglie Maria Antonietta d'Austria, sepolti nella basilica il 21 gennaio 1815
- Tomba di Luigi VII (1137-1180), che era stato sepolto nell'abbazia cistercense di Notre-Dame de Barbeau e che qui venne traslato il 30 giugno 1817 su richiesta di Luigi XVIII
- Tomba di Luigi XVIII (1814-1824), sepolto nella basilica alla sua morte nel 1824.

Non lontano, si trova la cappella dei Borbone, che contiene un cenotafio realizzato nel XIX secolo in onore di tutti i Borboni. In essa si trova anche un vaso traslucido col cuore di Luigi XVII.

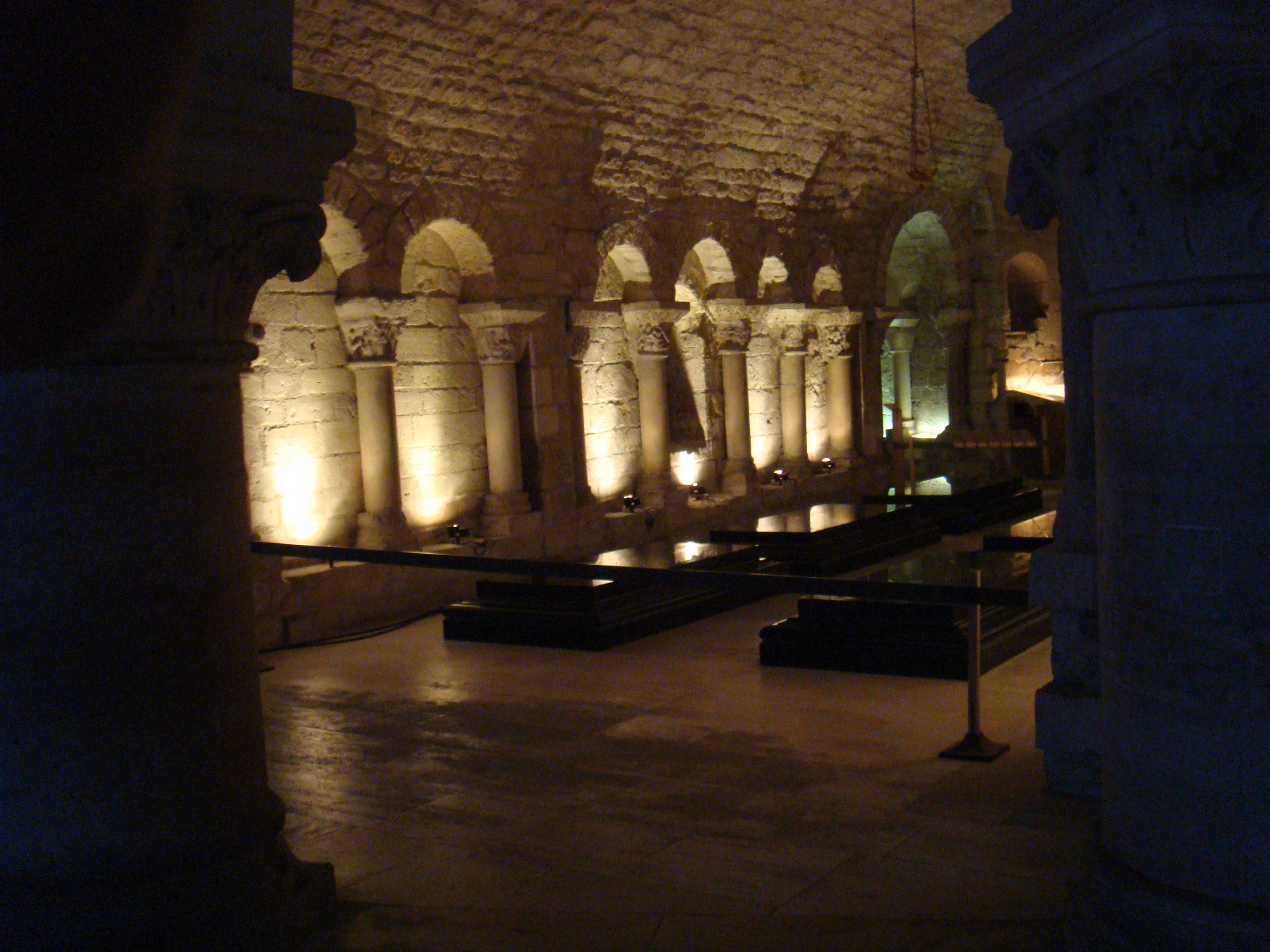
La cappella dei Borboni
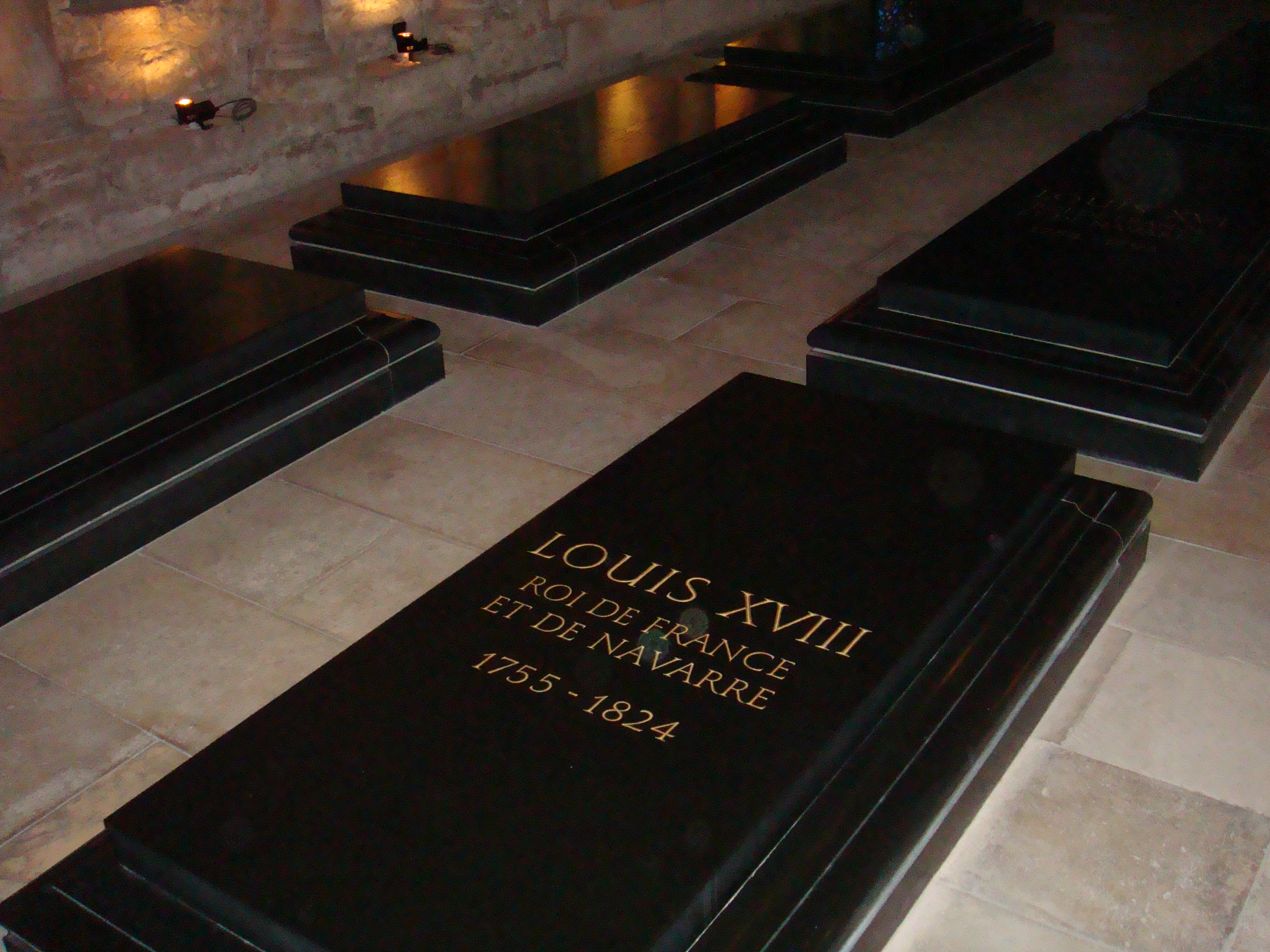
Tomba di Luigi XVIII
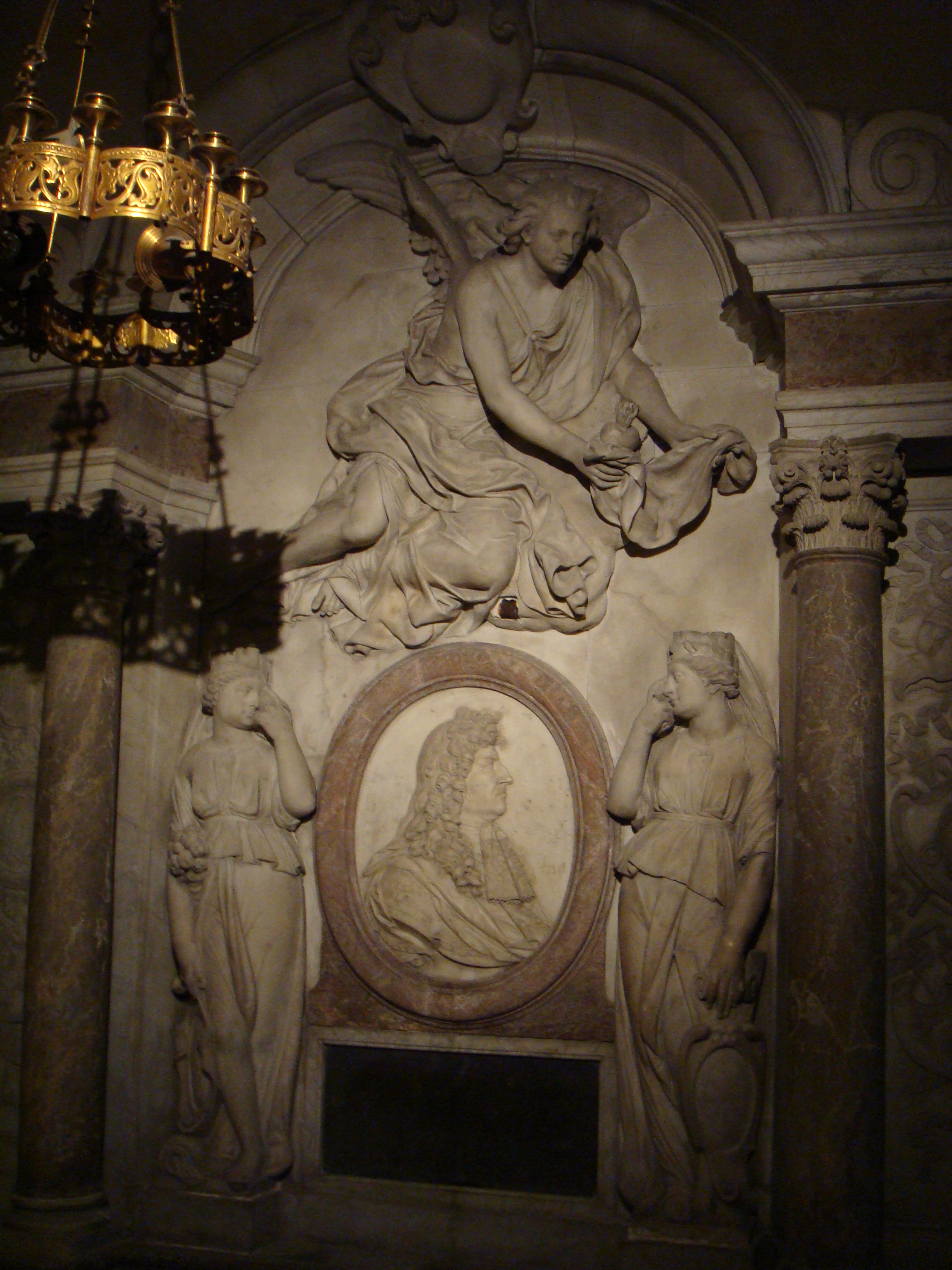
Cenotafio di Luigi XIV
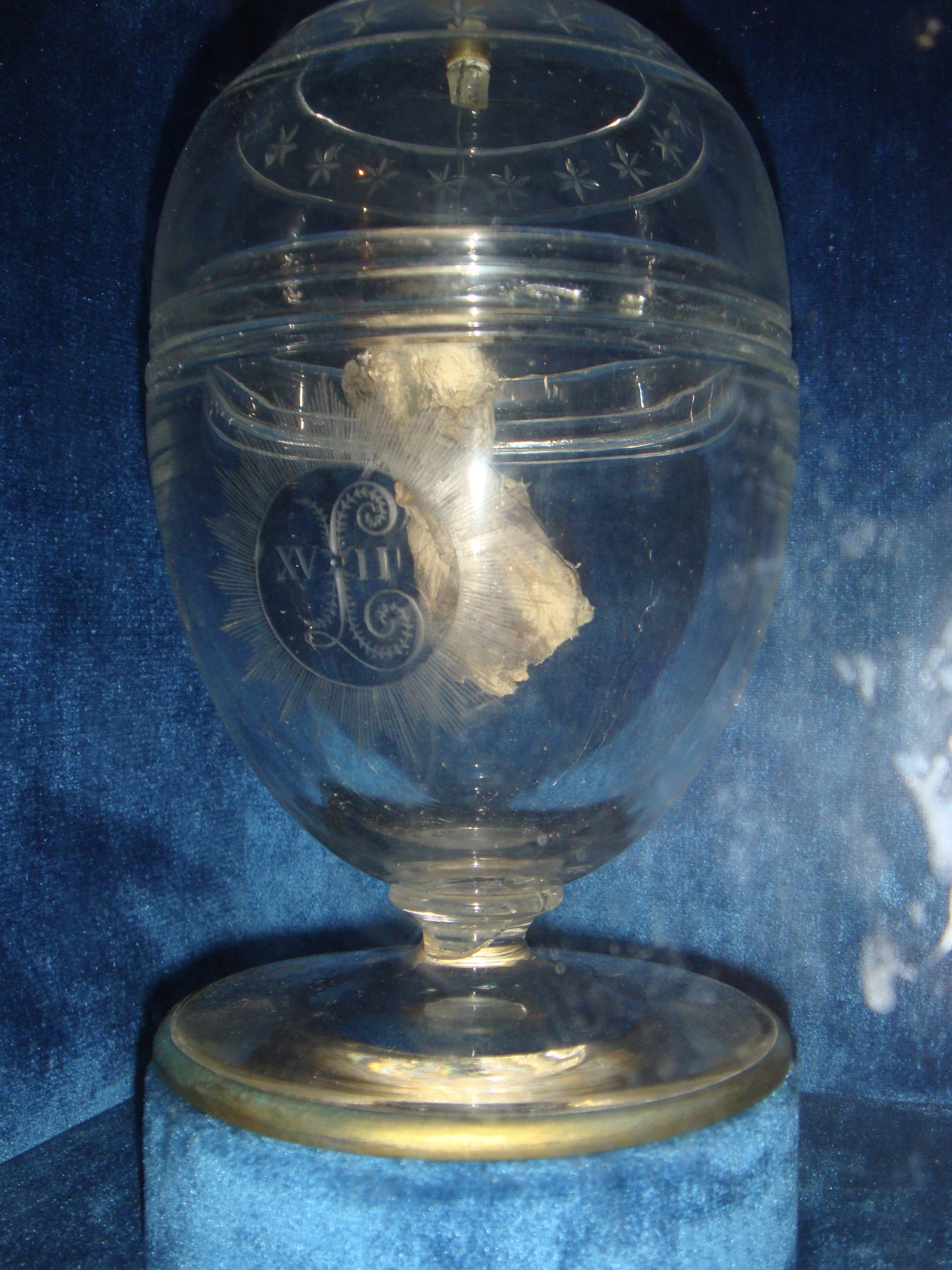
Cuore di Luigi XVII

### Effigi di sovrani non sepolti a Saint-Denis
Le effigi di alcuni sovrani non sepolti inizialmente a Saint-Denis e portate qui di seguito si trovano presenti ora all'interno della basilica:
- Effigie di Clodoveo I
- Effigie di Childeberto I, proveniente dall'abbazia di Saint-Germain-des-Prés, dove venne sepolto nel 558
- Stele funeraria di Fredegonda, proveniente dall'abbazia di Saint-Germain-des-Prés, dove venne sepolta nel 597
- Effigie di Leone VI, re d'Armenia della famiglia francese dei Lusignano, sepolto al convento dei Celestini di Parigi.

### Tombe dei principi e delle principesse di Francia

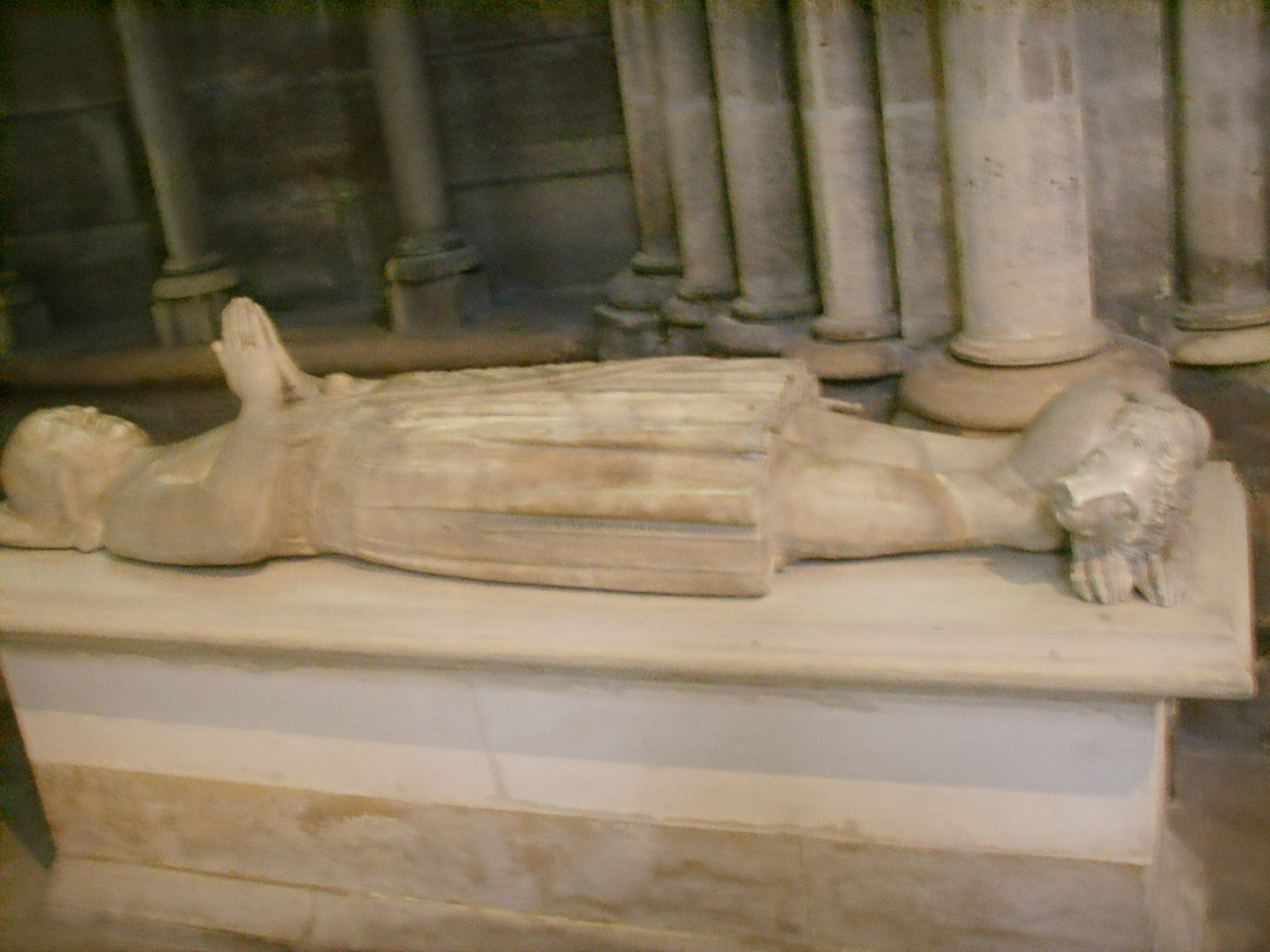
Tomba di Carlo di Valois

- Tombe di Luigi d'Orleans, figlio secondogenito di Carlo V, e di sua moglie, Valentina Visconti e dei loro due figli, Carlo d'Orleans, padre di Luigi XII, e Filippo d'Orleans
- Tomba di Carlo d'Étampes
- Tomba di Margherita, figlia di Filippo V
- Tomba di Carlo Martello, fondatore della dinastia carolingia
- Tomba di Leone di Lusignano, ultimo re d'Armenia, morto in esilio a Parigi
- Tomba di Carlo di Valois, fratello di Filippo VI e di sua moglie Maria di Spagna
- Tomba di Bianca di Bretagna, sposa di Filippo d'Artois
- Tomba di Roberto d'Artois
- Tomba di Bianca di Francia, figlia di Carlo IV
- Tomba di Luigi di Francia, figlio di san Luigi
- Tomba di Filippo di Francia (morto nel 1285)
- Tomba di Bianca di Francia (morta nel 1320)
- Tomba di Luigi e Filippo (morti nel 1272)
- Tomba di Carlo d'Angiò, fratello di san Luigi
- Tomba di Carlo di Valois, fratello di Filippo IV e padre di Filippo VI
- Tomba di Giovanna di Francia, figlia di Filippo VI
- Tomba di Luigi di Francia, figlio di Filippo III, e di sua moglie Margherita d'Artois
- Tomba di Giovanna di Francia, figlia di Luigi
- Tomba di Filippo, figlio maggiore di Luigi VI.

### Tombe di servitori della monarchia francese
- Tomba di Bertrand du Guesclin

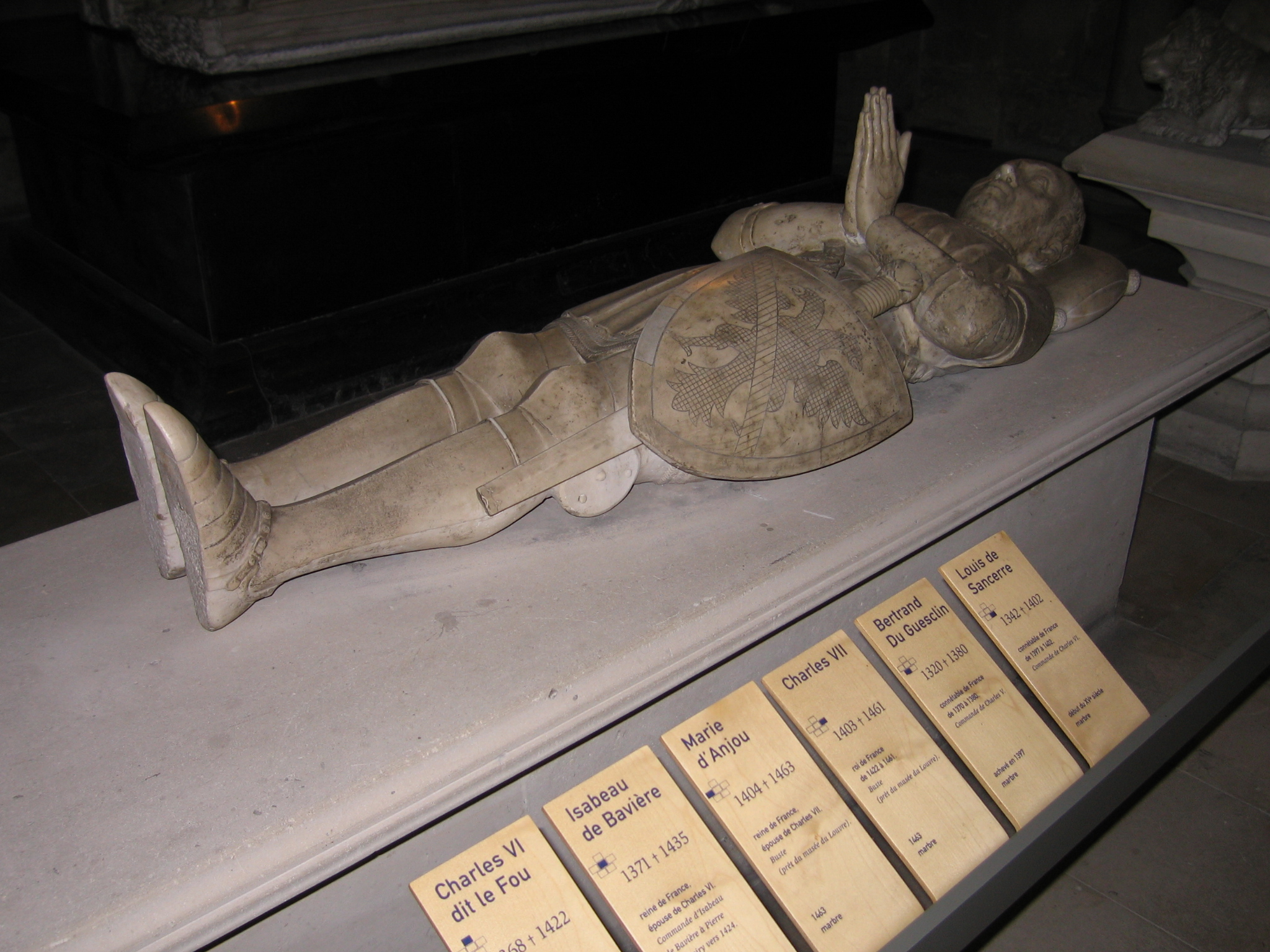
Tomba di Bertrand du Guesclin

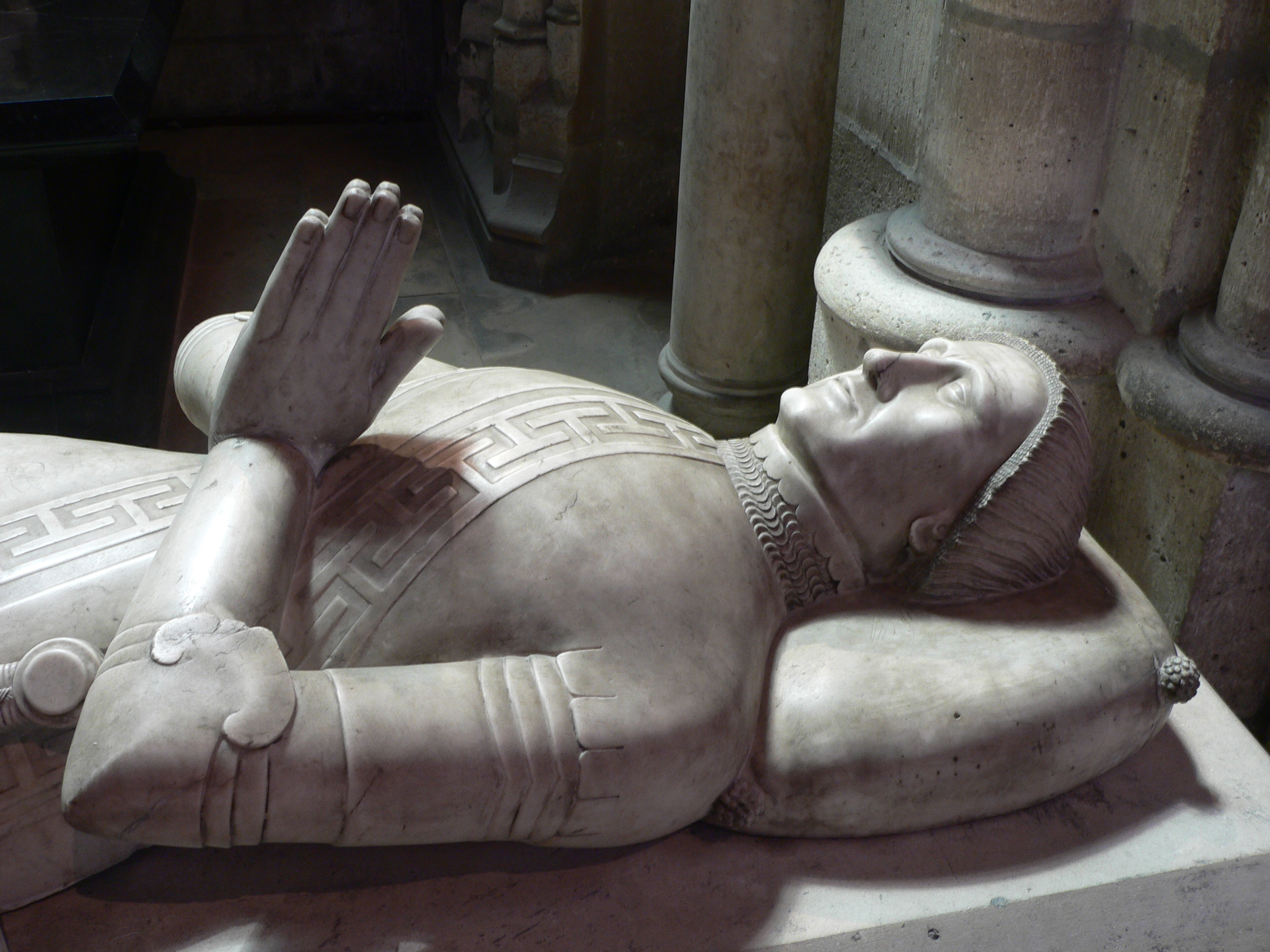
Tomba di Louis de Sancerre

- Tomba di Louis de Sancerre, connestabile di Francia sotto Carlo VI
- Tomba di Guillaume de Chastel, ciambellano di Carlo VII.

## Tombe della necropoli andate distrutte

### Tombe distrutte durante la Guerra dei Cent'anni
- Filippo Augusto (1180-1223)
- Luigi VIII il Leone (1223-1226)
- San Luigi (1226-1270) e sua moglie Margherita di Provenza.

### Tombe distrutte durante la Rivoluzione Francese
- Aregonda, sposa di Clotario I
- Carlo II il Calvo (843-877)
- Oddone (888-898)
- Ugo Capeto (987-996)
- Giovanna di Borgogna, prima moglie di Filippo VI
- Carlo VII il Vittorioso (1422-1461) e sua moglie Maria d'Angiò
- Carlo VIII l'Affabile (1483-1498)
- Francesco II (1559-1560)
- Carlo IX (1560-1574)
- Enrico III (1574-1589) e sua moglie Luisa di Lorena-Vaudémont
- Enrico IV il Grande (1589-1610) e le sue mogli Margherita di Francia e Maria de' Medici
- Luigi XIII il Giusto (1610-1643) e sua moglie Anna d'Austria
- Luigi XIV il Grande (1643-1715) e sua moglie Maria Teresa d'Austria
- Luigi XV il Beneamato (1715-1774) e sua moglie Maria Leszczyńska.